# Lista över spel till Gamecube

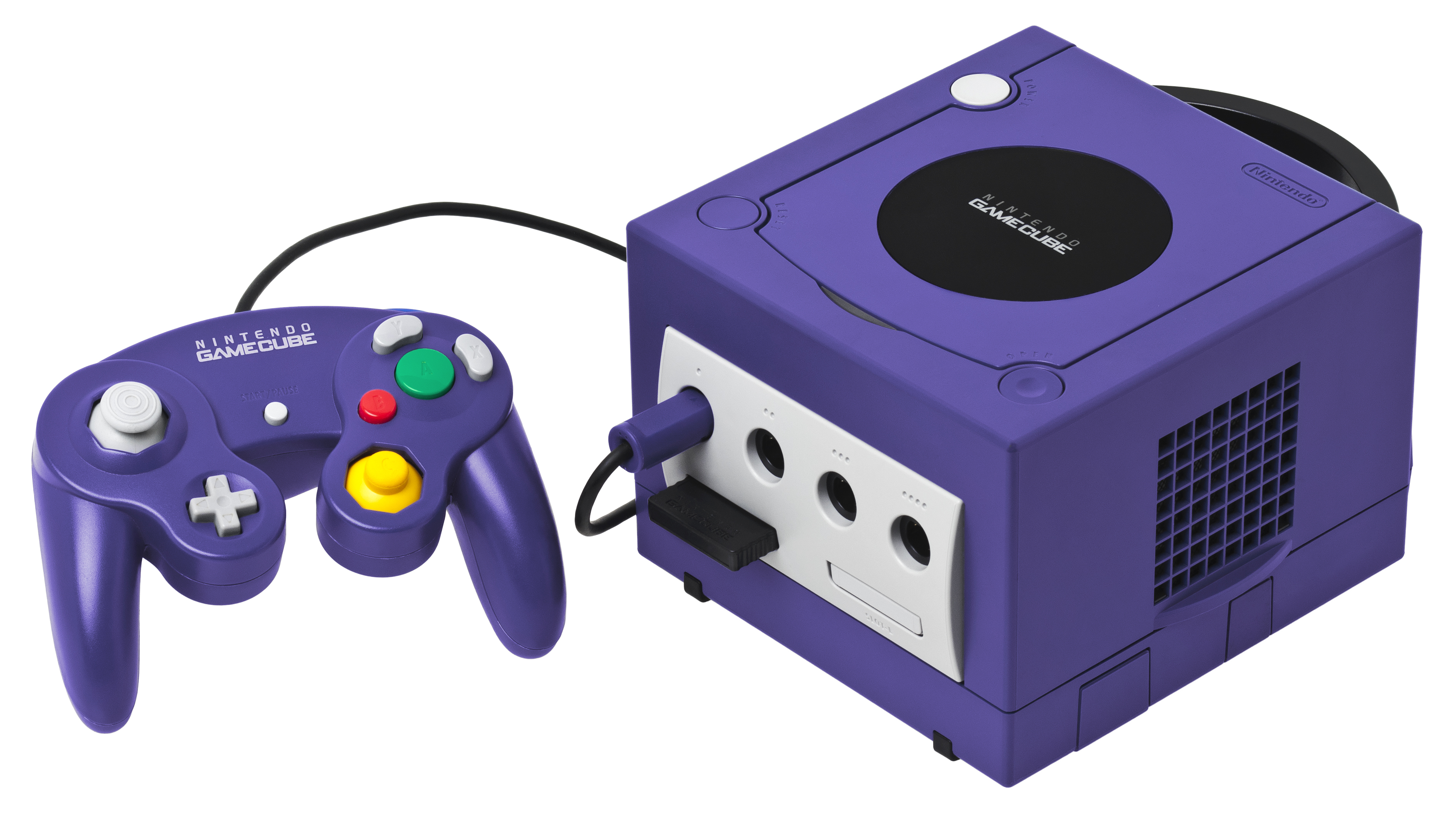
Nintendo Gamecube

Detta är en lista över spel till Gamecube.

## Spellista
Totalt 658 kända licensierade speltitlar släpptes för Gamecube mellan den 14 september 2001 och 14 augusti 2007. Listan visar spelens utvecklare, utgivare, releasedatum samt om spelen är exklusivt till konsol. 
| Region       | Beskrivning                                                                                   |
| ------------ | --------------------------------------------------------------------------------------------- |
| Europa / PAL | PAL-releaseformat. Området innefattar huvuddelen av Europa och Australien samt delar av Asien |
| Japan        | Japanskt (NTSC-J) releaseformat.                                                              |
| Nordamerika  | Nordamerika och andra NTSC-områden, förutom Japan                                             |

| 1080° Avalanche                                                                             | Nintendo                                          | Nintendo                                                                           | 2003-11-28PAL    | 28 november 2003                       | 22 januari 2004   | 1 december 2003   |
| 18 Wheeler: American Pro Trucker                                                            | Acclaim Studios Cheltenham                        | Acclaim Entertainment                                                              | 2002-02-18NA     | 31 maj 2002                            | 12 september 2002 | 18 februari 2002  |
| 2002 FIFA World Cup                                                                         | TOSE                                              | EA SportsNA,PAL, Electronic Arts VictorJP                                          | 2002-04-30NA     | 3 maj 2002                             | 2 maj 2002        | 30 april 2002     |
| 2006 FIFA World Cup •FIFA World Cup: Germany 2006                                           | EA Canada                                         | EA Sports                                                                          | 2006-04-24NA     | 28 april 2006                          | 18 maj 2006       | 24 april 2006     |
| 4x4 EVO 2                                                                                   | Terminal Reality                                  | Vivendi Universal Games                                                            | 2002-10-29NA     | Ej utgiven                             | Ej utgiven        | 29 september 2002 |
| The Adventures of Jimmy Neutron Boy Genius: Attack of the Twonkies                          | THQ                                               | THQ                                                                                | 2004-10-13NA     | 11 februari 2005                       | Ej utgiven        | 13 september 2004 |
| The Adventures of Jimmy Neutron Boy Genius: Jet Fusion                                      | Krome Studios                                     | THQ                                                                                | 2003-10-16NA     | 21 november 2003                       | Ej utgiven        | 16 september 2003 |
| Aggressive Inline                                                                           | Underground Development                           | AKA Acclaim                                                                        | 2002-07-31NA     | 6 september 2002                       | Ej utgiven        | 31 juli 2002      |
| Alien Hominid                                                                               | The Behemoth                                      | O3 Entertainment                                                                   | 2004-11-23NA     | Ej utgiven                             | Ej utgiven        | 23 november 2004  |
| All-Star Baseball 2002                                                                      | Acclaim Studios Austin                            | Acclaim Sports                                                                     | 2001-11-18NA     | Ej utgiven                             | Ej utgiven        | 18 november 2001  |
| All-Star Baseball 2003                                                                      | Acclaim Studios Austin                            | Acclaim Sports                                                                     | 2002-02-25NA     | Ej utgiven                             | 8 augusti 2002    | 25 februari 2002  |
| All-Star Baseball 2004                                                                      | Acclaim Studios Austin                            | Acclaim Sports                                                                     | 2003-02-23NA     | Ej utgiven                             | Ej utgiven        | 23 februari 2003  |
| Amazing Island                                                                              | Ancient                                           | Sega                                                                               | 2004-01-15JP     | Ej utgiven                             | 15 januari 2004   | 25 augusti 2004   |
| American Chopper 2: Full Throttle                                                           | Creat Studios                                     | Activision                                                                         | 2005-11-29NA     | Ej utgiven                             | Ej utgiven        | 29 november 2005  |
| Animal Crossing                                                                             | Nintendo EAD                                      | Nintendo                                                                           | 2001-12-14JP     | 24 september 2004                      | 14 december 2001  | 15 september 2002 |
| Animaniacs: The Great Edgar Hunt                                                            | Warthog Games                                     | Ignition Entertainment                                                             | 2005-05-27PAL    | 27 maj 2005                            | Ej utgiven        | 18 september 2005 |
| The Ant Bully                                                                               | Artificial Mind and Movement                      | Midway Games                                                                       | 2006-07-24NA     | Ej utgiven                             | Ej utgiven        | 24 juli 2006      |
| Aquaman: Battle for Atlantis                                                                | Lucky Chicken Games                               | TDK Mediactive                                                                     | 2003-07-23NA     | Ej utgiven                             | Ej utgiven        | 23 juli 2003      |
| Army Men: Air Combat - The Elite Missions                                                   | Wide Games                                        | The 3DO Company                                                                    | 2003-03-25NA     | Ej utgiven                             | Ej utgiven        | 25 mars 2003      |
| Army Men RTS: Real Time Strategy                                                            | Pandemic Studios                                  | The 3DO Company                                                                    | 2004-11-02NA     | Ej utgiven                             | Ej utgiven        | 2 november 2004   |
| Army Men: Sarge's War                                                                       | The 3DO Company                                   | Global Star Software                                                               | 2004-08-21NA     | Ej utgiven                             | Ej utgiven        | 21 augusti 2004   |
| Asterix & Obelix XXLPAL                                                                     | Étranges Libellules                               | Atari Europe                                                                       | 2004-06-18PAL    | 18 juni 2004                           | Ej utgiven        | Ej utgiven        |
| ATV Quad Power Racing 2                                                                     | Climax Group                                      | AKA Acclaim                                                                        | 2003-01-22NA     | 28 februari 2003                       | Ej utgiven        | 22 januari 2003   |
| Auto Modellista                                                                             | Capcom                                            | Capcom                                                                             | 2003-07-03JP     | Ej utgiven                             | 3 juli 2003       | 30 september 2003 |
| Avatar: The Last Airbender •Avatar: The Legend of AangPAL                                   | THQ                                               | THQ                                                                                | 2006-10-10NA     | 9 februari 2007                        | Ej utgiven        | 10 oktober 2006   |
| Backyard Baseball                                                                           | Humongous Entertainment                           | Infogrames                                                                         | 2003-03-31NA     | Ej utgiven                             | Ej utgiven        | 31 mars 2003      |
| Backyard Baseball 2007                                                                      | GameBrains                                        | Atari                                                                              | 2006-04-03NA     | Ej utgiven                             | Ej utgiven        | 3 april 2006      |
| Backyard Football                                                                           | Humongous Entertainment                           | Infogrames                                                                         | 2002-10-10NA     | Ej utgiven                             | Ej utgiven        | 10 oktober 2002   |
| Bad Boys: Miami Takedown •Bad Boys IIPAL                                                    | Blitz Games                                       | Crave Entertainment, Empire Interactive                                            | 2004-09-14NA     | 15 oktober 2004                        | Ej utgiven        | 14 september 2004 |
| Baldur's Gate: Dark Alliance                                                                | Snowblind Studios, High Voltage Software          | Interplay Entertainment                                                            | 2002-11-18NA     | 25 april 2003                          | Ej utgiven        | 18 november 2002  |
| Barnyard                                                                                    | Blue Tongue Entertainment                         | THQ                                                                                | 2006-08-01NA     | 13 oktober 2006                        | Ej utgiven        | 1 augusti 2006    |
| The Baseball 2003                                                                           | Konami                                            | Konami                                                                             | 2003-03-20JP     | Ej utgiven                             | 20 mars 2003      | Ej utgiven        |
| Baten Kaitos: Eternal Wings and the Lost Ocean                                              | tri-Crescendo, Monolith Soft                      | Namco, Nintendo                                                                    | 2003-12-05JP     | 1 april 2005                           | 5 december 2003   | 16 november 2004  |
| Baten Kaitos Origins                                                                        | tri-Crescendo, Monolith Soft                      | Nintendo                                                                           | 2006-02-23JP     | Ej utgiven                             | 23 februari 2006  | 25 september 2006 |
| Batman Begins                                                                               | Eurocom                                           | Electronic Arts                                                                    | 2005-06-14NA     | 17 juni 2005                           | Ej utgiven        | 14 juni 2005      |
| Batman: Vengeance                                                                           | Ubi Soft Montreal                                 | Ubi Soft                                                                           | 2001-11-18NA     | 3 maj 2002                             | Ej utgiven        | 18 november 2001  |
| Batman: Dark Tomorrow                                                                       | HotGen                                            | Kemco                                                                              | 2003-03-21JP     | 11 april 2003                          | 21 mars 2003      | 25 mars 2003      |
| Batman: Rise of Sin Tzu                                                                     | Ubi Soft Montreal                                 | Ubi Soft                                                                           | 2003-11-11NA     | 5 december 2003                        | Ej utgiven        | 11 november 2003  |
| Battalion Wars                                                                              | Kuju Entertainment                                | Nintendo                                                                           | 2005-09-19NA     | 9 december 2005EU 16 februari 2006AUS  | 27 oktober 2005   | 19 september 2005 |
| Battle Stadium D.O.N                                                                        | Eighting, Q Entertainment                         | Namco Bandai Games                                                                 | 2006-07-20JP     | Ej utgiven                             | 20 juli 2006      | Ej utgiven        |
| Beach Spikers                                                                               | Sega-AM2                                          | Sega                                                                               | 2002-07-19JP     | 27 september 2002                      | 19 juli 2002      | 12 augusti 2002   |
| Beyblade VForce: Super Tournament Battle                                                    | A.I                                               | Takara (Japan) Atari (Overseas)                                                    | 2002-12-19JP     | 28 november 2003                       | 19 december 2002  | 23 september 2003 |
| Beyond Good & Evil                                                                          | Ubisoft Montpellier Ubisoft Milan                 | Ubisoft                                                                            | 2003-12-11NA     | 27 februari 2004                       | Ej utgiven        | 11 december 2003  |
| Big Air Freestyle                                                                           | Paradigm Entertainment                            | Infogrames                                                                         | 2002-09-13NA     | 8 november 2002                        | Ej utgiven        | 13 september 2002 |
| Big Mutha Truckers                                                                          | Eutechnyx                                         | Empire Interactive, THQ                                                            | 2003-08-16NA     | 5 september 2003                       | Ej utgiven        | 16 augusti 2003   |
| Billy Hatcher and the Giant Egg                                                             | Sonic Team                                        | Sega                                                                               | 2003-09-23NA     | 31 oktober 2003                        | 9 oktober 2003    | 23 september 2003 |
| Bionicle Heroes                                                                             | Traveller's Tales                                 | Eidos Interactive                                                                  | 2006-11-14NA     | Ej utgiven                             | Ej utgiven        | 14 november 2006  |
| Bionicle: The Game                                                                          | Argonaut Games                                    | Electronic Arts Lego Interactive                                                   | 2003-10-20NA     | 31 oktober 2003                        | Ej utgiven        | 20 oktober 2003   |
| Black & Bruised                                                                             | Digital Fiction                                   | Majesco Entertainment Vivendi Universal Games (Europe)                             | 2003-01-26NA     | 27 juni 2003                           | Ej utgiven        | 26 januari 2003   |
| Bleach GC: Tasogare Ni Mamieru Shinigami                                                    | Sega                                              | Sega                                                                               | 2005-12-08JP     | Ej utgiven                             | 8 december 2005   | Ej utgiven        |
| Blood Omen 2                                                                                | Crystal Dynamics                                  | Eidos Interactive                                                                  | 2002-12-09NA     | 24 januari 2003                        | Ej utgiven        | 9 december 2002   |
| BloodRayne                                                                                  | Terminal Reality                                  | Majesco Entertainment, Vivendi Universal Games                                     | 2002-10-15NA     | 23 maj 2003                            | Ej utgiven        | 15 oktober 2002   |
| Bloody Roar: Primal Fury                                                                    | Eighting                                          | Activision, Hudson Soft                                                            | 2002-03-18NA     | 3 maj 2002                             | 25 april 2002     | 18 mars 2002      |
| BlowOut                                                                                     | Pipe Dream Interactive                            | Majesco Entertainment                                                              | 2003-11-26NA     | Ej utgiven                             | Ej utgiven        | 26 november 2003  |
| BMX XXX                                                                                     | Z-Axis                                            | AKA Acclaim                                                                        | 2002-11-24NA     | 7 februari 2003                        | Ej utgiven        | 24 november 2002  |
| Bobobo-bo Bo-bobo Dassutsu! Hajike Royale                                                   | Hudson Soft                                       | Hudson Soft                                                                        | 2005-03-18JP     | Ej utgiven                             | 18 mars 2005      | Ej utgiven        |
| Bomberman Generation                                                                        | Hudson Soft                                       | Hudson Soft Majesco Entertainment (North America) Vivendi Universal Games (Europe) | 2002-06-03NA     | 6 december 2002                        | 27 juni 2002      | 3 juni 2002       |
| Bomberman Jetters                                                                           | Hudson Soft                                       | Hudson Soft Majesco Entertainment (North America)                                  | 2002-12-19JP     | Ej utgiven                             | 19 december 2002  | 10 mars 2004      |
| Bomberman Land 2                                                                            | Racjin                                            | Hudson Soft                                                                        | 2003-07-31JP     | Ej utgiven                             | 31 juli 2003      | Ej utgiven        |
| Bratz: Forever Diamondz                                                                     | Blitz Games                                       | THQ                                                                                | 2006-09-18NA     | 3 november 2006                        | Ej utgiven        | 18 september 2006 |
| Bratz: Rock Angelz                                                                          | Blitz Games                                       | THQ                                                                                | 2005-10-05NA     | 14 oktober 2005                        | Ej utgiven        | 5 oktober 2005    |
| Buffy the Vampire Slayer: Chaos Bleeds                                                      | Eurocom Entertainment Software                    | Vivendi Universal Games                                                            | 2003-08-28NA     | 24 oktober 2003                        | Ej utgiven        | 28 augusti 2003   |
| Burnout                                                                                     | Criterion Games                                   | Acclaim Entertainment                                                              | 2002-04-29NA     | 3 maj 2002                             | Ej utgiven        | 29 april 2002     |
| Burnout 2: Point of Impact                                                                  | Criterion Games                                   | Acclaim Entertainment                                                              | 2003-04-09NA     | 9 maj 2003                             | Ej utgiven        | 9 april 2003      |
| Bust-a-Move 3000 •Super Bust-a-Move All-StarsPAL                                            | Taito Corporation                                 | Taito Corporation Ubi Soft (NA/EU)                                                 | 2003-02-12NA     | 5 september 2003                       | 27 februari 2003  | 12 februari 2003  |
| Butt-Ugly Martians: Zoom or DoomPAL                                                         | Runecraft                                         | Vivendi Universal Publishing                                                       | 2003-05-10PAL    | 10 maj 2003                            | Ej utgiven        | Ej utgiven        |
| Cabela's Big Game Hunter 2005 Adventures                                                    | Magic Wand Productions                            | Activision                                                                         | 2004-12-09NA     | Ej utgiven                             | Ej utgiven        | 9 december 2004   |
| Cabela's Dangerous Hunts 2                                                                  | FUN Labs                                          | Activision                                                                         | 2005-11-16NA     | Ej utgiven                             | Ej utgiven        | 16 november 2005  |
| Cabela's Outdoor Adventures                                                                 | Magic Wand Productions                            | Activision                                                                         | 2005-09-13NA     | Ej utgiven                             | Ej utgiven        | 13 september 2005 |
| Call of Duty 2: Big Red One                                                                 | Treyarch                                          | Activision                                                                         | 2005-11-01NA     | 18 november 2005                       | Ej utgiven        | 1 november 2005   |
| Call of Duty: Finest Hour                                                                   | Exakt Entertainment                               | Activision                                                                         | 2004-11-16NA     | 26 november 2004                       | Ej utgiven        | 16 november 2004  |
| Capcom vs. SNK 2 EO •Capcom vs. SNK 2 EO: Millionaire Fighting 2001JP,PAL                   | Capcom                                            | Capcom                                                                             | 2002-07-04JP     | 30 augusti 2002                        | 4 juli 2002       | 23 september 2002 |
| Captain Tsubasa: Ōgon Sedai no Chōsen                                                       | Konami                                            | Konami                                                                             | 2002-09-12JP     | Ej utgiven                             | 12 september 2002 | Ej utgiven        |
| Carmen Sandiego: The Secret of the Stolen Drums                                             | Artificial Mind and Movement                      | BAM! Entertainment                                                                 | 2004-03-05PAL    | 5 mars 2004                            | Ej utgiven        | 13 september 2004 |
| Cars                                                                                        | Rainbow Studios                                   | THQ                                                                                | 2006-07-06NA     | 14 juli 2006                           | 6 juli 2006       | 6 juni 2006       |
| Casper: Spirit Dimensions                                                                   | Lucky Chicken Games                               | TDK Mediactive                                                                     | 2002-10-15NA     | 14 februari 2003                       | Ej utgiven        | 15 oktober 2002   |
| Catwoman                                                                                    | Argonaut Games                                    | EA Games                                                                           | 2004-07-20NA     | 6 augusti 2004                         | Ej utgiven        | 20 juli 2004      |
| Cel Damage                                                                                  | Pseudo Interactive                                | EA Games                                                                           | 2002-01-07NA     | 3 maj 2002                             | Ej utgiven        | 7 januari 2002    |
| Chaos Field                                                                                 | Milestone                                         | O3 EntertainmentNA, SegaJP                                                         | 2005-02-24JP     | Ej utgiven                             | 24 februari 2005  | 20 december 2005  |
| Charinko Hero                                                                               | Banpresto                                         | Banpresto                                                                          | 2003-07-17JP     | Ej utgiven                             | 17 juli 2003      | Ej utgiven        |
| Charlie and the Chocolate Factory                                                           | High Voltage Software, Backbone Entertainment     | Global Star Software                                                               | 2005-07-11NA     | 22 juli 2005                           | Ej utgiven        | 11 juli 2005      |
| Charlie's Angels                                                                            | Neko Entertainment                                | Ubisoft                                                                            | 2003-07-09NA     | 18 juli 2003                           | Ej utgiven        | 9 juli 2003       |
| Chibi-Robo!                                                                                 | Skip Ltd.                                         | Nintendo                                                                           | 2005-06-23JP     | 26 maj 2006                            | 23 juni 2005      | 6 februari 2006   |
| Chicken Little                                                                              | Avalanche Software                                | Buena Vista Games, D3 PublisherJP                                                  | 2005-10-20NA     | 10 februari 2006                       | 15 december 2005  | 20 oktober 2005   |
| The Chronicles of Narnia: The Lion, the Witch and the Wardrobe                              | Traveller's Tales                                 | Buena Vista Games                                                                  | 2005-11-14NA     | 31 mars 2006                           | Ej utgiven        | 14 november 2005  |
| City Racer                                                                                  | Ubi Soft Bucharest                                | Ubi Soft                                                                           | 2003-04-29NA     | Ej utgiven                             | Ej utgiven        | 29 april 2003     |
| Cocoto FunfairPAL                                                                           | Neko Entertainment                                | BigBen Interactive                                                                 | 2006-04-07PAL    | 7 april 2006                           | Ej utgiven        | Ej utgiven        |
| Cocoto Kart RacerPAL                                                                        | Neko Entertainment                                | BigBen Interactive                                                                 | 2005-04-22PAL    | 22 april 2005                          | Ej utgiven        | Ej utgiven        |
| Cocoto Platform JumperPAL                                                                   | Neko Entertainment                                | BigBen Interactive                                                                 | 2004-12-10PAL    | 10 december 2004                       | Ej utgiven        | Ej utgiven        |
| Codename: Kids Next Door – Operation: V.I.D.E.O.G.A.M.E.                                    | High Voltage Software                             | Global Star Software                                                               | 2005-10-11NA     | 2 december 2005                        | Ej utgiven        | 11 oktober 2005   |
| ConanPAL                                                                                    | Cauldron Ltd.                                     | TDK Mediactive                                                                     | 2005-04-15PAL    | 15 april 2005                          | Ej utgiven        | Ej utgiven        |
| Conflict: Desert Storm                                                                      | Pivotal Games                                     | Gotham GamesNA, SCiPAL                                                             | 2003-04-17PAL    | 17 april 2003                          | Ej utgiven        | 22 april 2003     |
| Conflict: Desert Storm II - Back to Baghdad •Conflict: Desert Storm IIPAL                   | Pivotal Games                                     | Gotham GamesNA, SCiPAL                                                             | 2004-01-07NA     | 6 februari 2004                        | Ej utgiven        | 7 januari 2004    |
| Crash Bandicoot: The Wrath of Cortex                                                        | Eurocom Entertainment Software                    | Vivendi Universal Interactive Publishing KonamiJP                                  | 2002-09-17NA     | 1 november 2002                        | 4 december 2003   | 17 september 2002 |
| Crash Nitro Kart                                                                            | Vicarious Visions                                 | Vivendi Universal Games KonamiJP                                                   | 2003-07-08JP     | 28 november 2003                       | 8 juli 2003       | 11 november 2003  |
| Crash Tag Team Racing                                                                       | Radical Entertainment                             | Vivendi Universal Games                                                            | 2005-10-19NA     | 11 november 2005                       | 1 december 2005   | 19 oktober 2005   |
| Crazy Taxi                                                                                  | Acclaim Studios Cheltenham                        | Acclaim Entertainment Sega JP                                                      | 2001-11-18NA     | 3 maj 2002                             | 30 maj 2002       | 18 november 2001  |
| Cubivore: Survival of the Fittest                                                           | Nintendo                                          | NintendoJP, AtlusNA                                                                | 2002-02-21JP     | Ej utgiven                             | 21 februari 2002  | 5 november 2002   |
| Cubix Robots for Everyone: Showdown                                                         | Blitz Games                                       | The 3DO Company                                                                    | 2003-06-02NA     | Ej utgiven                             | Ej utgiven        | 2 juni 2003       |
| Curious George                                                                              | Monkey Bar Games                                  | Namco                                                                              | 2006-02-01NA     | Ej utgiven                             | Ej utgiven        | 1 februari 2006   |
| Custom Robo                                                                                 | Noise Inc.                                        | Nintendo                                                                           | 2004-03-04JP     | Ej utgiven                             | 4 mars 2004       | 10 maj 2004       |
| Dakar 2: The World's Ultimate Rally                                                         | Acclaim Studios Cheltenham                        | Acclaim Entertainment                                                              | 2003-03-25NA     | 28 mars 2003                           | Ej utgiven        | 25 mars 2003      |
| Dance Dance Revolution Mario Mix •Dancing Stage Mario MixPAL                                | Konami                                            | Nintendo                                                                           | 2005-07-14JP     | 28 oktober 2005                        | 14 juli 2005      | 24 oktober 2005   |
| Dark Summit                                                                                 | Radical Entertainment                             | THQ                                                                                | 2002-02-04NA     | 24 maj 2002                            | Ej utgiven        | 4 februari 2002   |
| Darkened Skye                                                                               | Boston Animation                                  | Simon & Schuster, TDK Mediactive                                                   | 2002-11-16NA     | 30 maj 2003                            | Ej utgiven        | 16 november 2002  |
| Dave Mirra Freestyle BMX 2                                                                  | Z-Axis                                            | Acclaim Max Sports                                                                 | 2001-11-18NA     | 3 maj 2002                             | Ej utgiven        | 18 november 2001  |
| Dead to Rights                                                                              | Namco                                             | Namco                                                                              | 2002-11-25NA     | 22 augusti 2003                        | Ej utgiven        | 25 november 2002  |
| Def Jam Vendetta                                                                            | EA Canada, Syn Sophia                             | EA Sports BIG                                                                      | 2003-03-31NA     | 23 maj 2003                            | Ej utgiven        | 31 mars 2003      |
| Def Jam: Fight for NY                                                                       | EA Canada, Syn Sophia                             | EA Games                                                                           | 2004-09-20NA     | 1 oktober 2004                         | Ej utgiven        | 20 september 2004 |
| Defender •Defender: For All MankindPAL                                                      | 7 Studios                                         | Midway Games                                                                       | 2002-11-06NA     | 14 mars 2003                           | Ej utgiven        | 6 november 2002   |
| Derby Tsuku 3: Derby Uma o Tsukurou!                                                        | Smilebit                                          | Sega                                                                               | 2003-12-11JP     | Ej utgiven                             | 11 december 2003  | Ej utgiven        |
| Die Hard: Vendetta                                                                          | Bits Studios                                      | Vivendi Universal Games                                                            | 2002-11-15NA     | 19 november 2002                       | Ej utgiven        | 15 november 2002  |
| Digimon Rumble Arena 2                                                                      | Bandai                                            | Bandai                                                                             | 2004-09-06NA     | 15 oktober 2004                        | Ej utgiven        | 6 september 2004  |
| Digimon World 4                                                                             | Bandai                                            | Bandai                                                                             | 2005-01-06JP     | Ej utgiven                             | 6 januari 2005    | 1 juni 2005       |
| Dinotopia: The Sunstone Odyssey                                                             | Vicious Cycle Software                            | TDK Mediactive                                                                     | 2003-07-23NA     | Ej utgiven                             | Ej utgiven        | 23 juli 2003      |
| Disney Sports Basketball                                                                    | Konami                                            | Konami                                                                             | 2002-12-19JP     | 8 augusti 2003                         | 19 december 2002  | 13 januari 2003   |
| Disney Sports Football                                                                      | Konami                                            | Konami                                                                             | 2002-12-08NA     | Ej utgiven                             | 12 december 2002  | 8 december 2002   |
| Disney Sports Skateboarding                                                                 | Konami                                            | Konami                                                                             | 2002-09-19JP     | 7 mars 2003                            | 19 september 2002 | 17 november 2002  |
| Disney Sports Soccer •Disney Sports: FootballPAL                                            | Konami                                            | Konami                                                                             | 2002-07-18JP     | 7 februari 2003                        | 18 juli 2002      | 17 november 2002  |
| Disney's Extreme Skate Adventure                                                            | Toys For Bob                                      | Activision                                                                         | 2003-09-04NA     | 5 september 2003                       | Ej utgiven        | 4 september 2003  |
| Disney's Hide & Sneak                                                                       | Capcom                                            | Capcom                                                                             | 2003-11-30NA     | 19 mars 2004                           | 4 december 2003   | 30 november 2003  |
| Disney's Magical Mirror Starring Mickey Mouse                                               | Capcom                                            | Nintendo                                                                           | 2002-08-09JP     | 13 september 2002                      | 9 augusti 2002    | 11 augusti 2002   |
| Disney's Party                                                                              | Neverland Co.                                     | Hudson Soft (Japan) Electronic Arts (Overseas)                                     | 2002-08-01JP     | 17 oktober 2003                        | 1 augusti 2002    | 16 september 2003 |
| Disney's PK: Out of the Shadows •Disney's Donald Duck: PKPAL                                | Ubi Soft Montreal                                 | Ubi Soft                                                                           | 2002-11-29JP     | 5 december 2002                        | 29 november 2002  | 3 december 2002   |
| Disney's Tarzan: Untamed •Disney's Tarzan: FreeridePAL                                      | Ubi Soft Montreal                                 | Ubi Soft                                                                           | 2001-11-18NA     | 3 maj 2002                             | Ej utgiven        | 18 november 2001  |
| Dokapon DX: Wataru Sekai wa Oni Darake                                                      | Asmik Ace Entertainment                           | Asmik Ace Entertainment                                                            | 2003-04-10JP     | Ej utgiven                             | 10 april 2003     | Ej utgiven        |
| Donald Duck: Goin' Quackers •Donald Duck: Quack AttackPAL                                   | Ubi Soft Montreal                                 | Ubi Soft                                                                           | 2002-03-25NA     | 3 maj 2002                             | Ej utgiven        | 25 mars 2002      |
| Donkey Kong Jungle Beat                                                                     | Nintendo EAD Tokyo                                | Nintendo                                                                           | 2004-12-16JP     | 4 februari 2005                        | 16 december 2004  | 14 mars 2005      |
| Donkey Konga                                                                                | Namco                                             | Nintendo                                                                           | 2003-12-12JP     | 15 oktober 2004                        | 12 december 2003  | 27 september 2004 |
| Donkey Konga 2                                                                              | Namco                                             | Nintendo                                                                           | 2004-07-01JP     | 3 juni 2005                            | 1 juli 2004       | 9 maj 2005        |
| Donkey Konga 3                                                                              | Namco                                             | Nintendo                                                                           | 2005-03-17JP     | Ej utgiven                             | 17 mars 2005      | Ej utgiven        |
| Dora the Explorer: Journey to the Purple Planet                                             | Monkey Bar Games                                  | Global Star Software                                                               | 2005-10-13NA     | 16 december 2005                       | Ej utgiven        | 13 oktober 2005   |
| Doraemon: Minna de Asobo! Minidorando                                                       | Shogakukan                                        | Shogakukan                                                                         | 2003-07-18JP     | Ej utgiven                             | 18 juli 2003      | Ej utgiven        |
| Doshin the Giant                                                                            | Param                                             | Nintendo                                                                           | 2002-03-14JP     | 20 september 2002                      | 14 mars 2002      | Ej utgiven        |
| Doubutsu no Mori e-Plus                                                                     | Nintendo EAD                                      | Nintendo                                                                           | 2003-06-27JP     | Ej utgiven                             | 27 juni 2003      | Ej utgiven        |
| Dr. Muto                                                                                    | Midway Games                                      | Midway Games                                                                       | 2002-12-17NA     | Ej utgiven                             | Ej utgiven        | 17 december 2002  |
| Dragon Ball Z: Budokai                                                                      | Dimps                                             | AtariNA, BandaiPAL,JP                                                              | 2003-10-28NA     | 14 november 2003                       | 28 november 2003  | 28 oktober 2003   |
| Dragon Ball Z: Budokai 2                                                                    | Dimps                                             | AtariNA, BandaiPAL,JP                                                              | 2004-12-15NA     | 18 mars 2005                           | Ej utgiven        | 15 december 2004  |
| Dragon Ball Z: Sagas                                                                        | Avalanche Software                                | Atari                                                                              | 2005-03-22NA     | Ej utgiven                             | Ej utgiven        | 22 mars 2005      |
| Dragon Drive: D-Masters Shot                                                                | Treasure                                          | Bandai                                                                             | 2003-08-08JP     | Ej utgiven                             | 8 augusti 2003    | Ej utgiven        |
| Dragon's Lair 3D: Return to the Lair •Dragon's Lair 3D: Special EditionPAL                  | Dragonstone Software                              | Encore SoftwareNA, THQPAL                                                          | 2002-12-22NA     | 26 mars 2004                           | Ej utgiven        | 22 december 2002  |
| DreamMix TV World Fighters                                                                  | Red Entertainment                                 | Hudson Soft, Konami                                                                | 2003-12-18JP     | Ej utgiven                             | 18 december 2003  | Ej utgiven        |
| Driven                                                                                      | BAM! Entertainment                                | BAM! Entertainment                                                                 | 2002-03-30NA     | 3 maj 2002                             | Ej utgiven        | 30 mars 2002      |
| Drome Racers                                                                                | Attention to Detail                               | Electronic Arts Lego Interactive                                                   | 2003-09-16NA     | 26 september 2003                      | Ej utgiven        | 16 september 2003 |
| Duel Masters                                                                                | Takara                                            | Takara                                                                             | 2003-12-18JP     | Ej utgiven                             | 18 december 2003  | Ej utgiven        |
| Ed, Edd n Eddy: The Mis-Edventures                                                          | Artificial Mind and Movement                      | Midway Games                                                                       | 2005-11-03NA     | Ej utgiven                             | Ej utgiven        | 3 november 2005   |
| Egg Mania: Eggstreme Madness •Eggo ManiaPAL                                                 | HotGen                                            | KemcoNA,PAL, Kotobuki SystemsJP                                                    | 2002-09-12NA     | 25 oktober 2002                        | 27 september 2002 | 12 september 2002 |
| Eisei Meijin VI                                                                             | Konami                                            | Konami                                                                             | 2002-09-26JP     | Ej utgiven                             | 26 september 2002 | Ej utgiven        |
| Enter the Matrix                                                                            | Shiny Entertainment                               | InfogramesNA,PAL, BandaiJP                                                         | 2003-05-14NA     | 15 maj 2003                            | 19 juni 2003      | 14 maj 2003       |
| ESPN International Winter Sports 2002 •ESPN International Winter SportsPAL                  | Konami                                            | Konami                                                                             | 2002-01-31JP     | 3 maj 2002                             | 31 januari 2002   | 4 februari 2002   |
| ESPN MLS ExtraTime 2002                                                                     | Konami                                            | Konami                                                                             | 2002-03-25NA     | Ej utgiven                             | Ej utgiven        | 25 mars 2002      |
| Eternal Darkness: Sanity's Requiem                                                          | Silicon Knights                                   | Nintendo                                                                           | 2002-06-24NA     | 1 november 2002                        | 25 oktober 2002   | 24 juni 2002      |
| Evolution Skateboarding                                                                     | Konami                                            | Konami                                                                             | 2002-11-17NA     | 21 februari 2003                       | 12 december 2002  | 17 november 2002  |
| Evolution Snowboarding                                                                      | Konami                                            | Konami                                                                             | 2003-02-25NA     | 28 mars 2003                           | Ej utgiven        | 25 februari 2003  |
| Evolution Worlds                                                                            | Sting Entertainment                               | UbisoftNA,PAL, ESP SoftwareJP                                                      | 2002-07-26JP     | 2003                                   | 26 juli 2002      | 2 december 2002   |
| Extreme-G 3                                                                                 | Acclaim Studios Cheltenham                        | Acclaim Entertainment                                                              | 2001-11-27NA     | 3 maj 2002                             | 15 mars 2002      | 27 november 2001  |
| F-Zero GX                                                                                   | Amusement Vision                                  | Nintendo                                                                           | 2003-07-25JP     | 31 oktober 2003                        | 25 juli 2003      | 26 augusti 2003   |
| F1 2002                                                                                     | EA Sports                                         | EA Sports                                                                          | 2002-06-22NA     | 19 juli 2002                           | Ej utgiven        | 22 juni 2002      |
| F1 Career ChallengePAL                                                                      | EA Sports, Visual Sciences                        | EA Sports                                                                          | 2003-06-27PAL    | 27 juni 2003                           | Ej utgiven        | Ej utgiven        |
| The Fairly OddParents: Breakin' Da Rules                                                    | Blitz Games                                       | THQ                                                                                | 2003-11-03NA     | Ej utgiven                             | Ej utgiven        | 3 november 2003   |
| The Fairly OddParents: Shadow Showdown                                                      | Blitz Games                                       | THQ                                                                                | 2004-09-08NA     | Ej utgiven                             | Ej utgiven        | 8 september 2004  |
| Family Stadium 2003                                                                         | Namco                                             | Namco                                                                              | 2003-05-30JP     | Ej utgiven                             | 30 maj 2003       | Ej utgiven        |
| Fantastic 4 •Fantastic FourPAL                                                              | 7 Studios                                         | Activision                                                                         | 2005-06-27NA     | 15 juli 2005                           | Ej utgiven        | 27 juni 2005      |
| FIFA Soccer 06 •FIFA 06PAL                                                                  | EA Canada                                         | EA Sports                                                                          | 2005-09-30PAL    | 30 september 2005                      | Ej utgiven        | 4 oktober 2005    |
| FIFA Soccer 07 •FIFA 07PAL                                                                  | EA Canada                                         | EA Sports                                                                          | 2006-09-29PAL    | 29 september 2006                      | Ej utgiven        | 3 oktober 2006    |
| FIFA Soccer 2002                                                                            | EA Sports                                         | EA Sports, Electronic Arts VictorJP                                                | 2001-11-15JP     | Ej utgiven                             | 15 november 2001  | 21 november 2001  |
| FIFA Soccer 2003 •FIFA Football 2003PAL                                                     | EA Canada                                         | EA Sports                                                                          | 2002-11-01PAL    | 1 november 2002                        | 6 december 2002   | 14 november 2002  |
| FIFA Soccer 2004 •FIFA Football 2004PAL                                                     | EA Canada                                         | EA Sports                                                                          | 2003-10-24PAL    | 24 oktober 2003                        | Ej utgiven        | 4 november 2003   |
| FIFA Soccer 2005 •FIFA Football 2005PAL                                                     | EA Canada                                         | EA Sports                                                                          | 2004-10-08PAL    | 8 oktober 2004                         | Ej utgiven        | 12 oktober 2004   |
| FIFA Street                                                                                 | EA Canada                                         | EA Sports BIG                                                                      | 2005-02-22NA     | 11 mars 2005                           | Ej utgiven        | 22 februari 2005  |
| FIFA Street 2                                                                               | EA Canada                                         | EA Sports BIG                                                                      | 2006-02-28NA     | 3 mars 2006                            | Ej utgiven        | 28 februari 2006  |
| Fight Night Round 2                                                                         | EA Sports                                         | EA Sports                                                                          | 2005-02-28NA     | 18 mars 2005                           | 1 september 2005  | 28 februari 2005  |
| Final Fantasy Crystal Chronicles                                                            | Square Enix                                       | Nintendo                                                                           | 2003-08-08JP     | 12 mars 2004                           | 8 augusti 2003    | 9 februari 2004   |
| Finding Nemo                                                                                | Traveller's Tales                                 | THQ                                                                                | 2003-05-12NA     | 26 september 2003                      | 6 december 2003   | 12 maj 2003       |
| Fire Blade                                                                                  | Kuju Entertainment                                | Midway Games                                                                       | 2002-12-29NA     | 6 februari 2003                        | Ej utgiven        | 29 december 2002  |
| Fire Emblem: Path of Radiance                                                               | Intelligent Systems                               | Nintendo                                                                           | 2005-04-20JP     | 4 november 2005EU 1 december 2005AUS   | 20 april 2005     | 17 oktober 2005   |
| Flushed Away                                                                                | Monkey Bar Games                                  | D3 Publisher                                                                       | 2006-10-24NA     | 24 november 2006                       | Ej utgiven        | 24 oktober 2006   |
| Franklin: A Birthday SurprisePAL                                                            | Neko Entertainment                                | The Game Factory                                                                   | 2006-06-16PAL    | 16 juni 2006                           | Ej utgiven        | Ej utgiven        |
| Freaky Flyers                                                                               | Midway Games                                      | Midway Games                                                                       | 2003-08-08NA     | Ej utgiven                             | Ej utgiven        | 8 augusti 2003    |
| Freedom Fighters                                                                            | IO Interactive                                    | EA Games                                                                           | 2003-09-26PAL    | 26 september 2003                      | Ej utgiven        | 1 oktober 2003    |
| Freekstyle                                                                                  | Hypnos Entertainment, Page 44 Studios             | EA Sports BIG                                                                      | 2002-09-05NA     | 20 september 2002                      | Ej utgiven        | 5 september 2002  |
| Freestyle MetalX                                                                            | Deibus Studios                                    | Midway Games                                                                       | 2003-09-12NA     | Ej utgiven                             | Ej utgiven        | 12 september 2003 |
| Freestyle Street Soccer •Urban Freestyle SoccerPAL                                          | Gusto Games                                       | Acclaim Entertainment                                                              | 2004-03-05PAL    | 5 mars 2004                            | Ej utgiven        | 25 mars 2004      |
| Frogger: Ancient Shadow                                                                     | Hudson Soft                                       | Konami                                                                             | 2005-09-27NA     | Ej utgiven                             | Ej utgiven        | 27 september 2005 |
| Frogger Beyond                                                                              | Konami Computer Entertainment Hawaii              | Konami                                                                             | 2002-12-06NA     | 27 juni 2003                           | 5 juni 2003       | 6 december 2002   |
| Frogger's Adventures: The Rescue                                                            | Konami                                            | Konami                                                                             | 2003-10-31NA     | Ej utgiven                             | Ej utgiven        | 31 oktober 2003   |
| From Russia with Love                                                                       | EA Redwood Shores                                 | Electronic Arts                                                                    | 2005-11-15NA     | 18 november 2005                       | Ej utgiven        | 15 november 2005  |
| Future Tactics: The Uprising                                                                | Warthog Games                                     | Crave EntertainmentNA, JoWooD ProductionsPAL                                       | 2004-05-10NA     | 22 oktober 2004                        | Ej utgiven        | 10 maj 2004       |
| Gakuen Toshi Vara Noir                                                                      | Idea Factory                                      | Idea Factory                                                                       | 2004-01-23JP     | Ej utgiven                             | 23 januari 2004   | Ej utgiven        |
| Gauntlet: Dark Legacy                                                                       | Midway Games                                      | Midway Games                                                                       | 2002-03-06NA     | 19 juli 2002                           | Ej utgiven        | 6 mars 2002       |
| Geist                                                                                       | n-Space                                           | Nintendo                                                                           | 2005-08-15NA     | 7 oktober 2005                         | Ej utgiven        | 15 augusti 2005   |
| Gekitō Pro Yakyū                                                                            | Wow Entertainment                                 | Sega                                                                               | 2003-09-11JP     | Ej utgiven                             | 11 september 2003 | Ej utgiven        |
| Generation of Chaos Exceed                                                                  | Idea Factory                                      | Idea Factory                                                                       | 2003-02-06JP     | Ej utgiven                             | 6 februari 2003   | Ej utgiven        |
| GiFTPiA                                                                                     | Skip Ltd.                                         | Nintendo                                                                           | 2003-04-25JP     | Ej utgiven                             | 25 april 2003     | Ej utgiven        |
| Gladius                                                                                     | LucasArts                                         | LucasArtsNA, ActivisionPAL                                                         | 2003-04-25NA     | 28 november 2003                       | Ej utgiven        | 3 november 2003   |
| Go! Go! Hypergrind                                                                          | Poponchi                                          | Atlus Co.                                                                          | 2003-11-18NA     | Ej utgiven                             | Ej utgiven        | 18 november 2003  |
| Goblin Commander: Unleash the Horde                                                         | Jaleco Entertainment                              | Jaleco Entertainment                                                               | 2003-12-16NA     | 16 juli 2004                           | Ej utgiven        | 16 december 2003  |
| Godzilla: Destroy All Monsters Melee                                                        | Pipeworks Software                                | Infogrames                                                                         | 2002-10-08NA     | 15 november 2002                       | 12 december 2002  | 8 oktober 2002    |
| GoldenEye: Rogue Agent                                                                      | EA Los Angeles                                    | EA Games                                                                           | 2004-11-22NA     | 3 december 2004                        | 13 januari 2005   | 22 november 2004  |
| Gotcha Force                                                                                | Capcom                                            | Capcom                                                                             | 2003-11-27JP     | 20 februari 2004                       | 27 november 2003  | 3 december 2003   |
| The Grim Adventures of Billy & Mandy                                                        | High Voltage Software                             | Midway Games                                                                       | 2006-09-25NA     | Ej utgiven                             | Ej utgiven        | 25 september 2006 |
| Grooverider: Slot Car Thunder                                                               | King of the Jungle                                | Encore Software                                                                    | 2003-09-28NA     | Ej utgiven                             | Ej utgiven        | 28 september 2003 |
| GT Cube                                                                                     | MTO                                               | MTO                                                                                | 2003-06-20JP     | Ej utgiven                             | 20 juni 2003      | Ej utgiven        |
| GUN                                                                                         | Neversoft Entertainment                           | Activision                                                                         | 2005-11-08NA     | 25 november 2005                       | Ej utgiven        | 8 november 2005   |
| Happy Feet                                                                                  | Artificial Mind and Movement                      | Midway Games                                                                       | 2006-11-14NA     | Ej utgiven                             | Ej utgiven        | 14 november 2006  |
| Harry Potter and the Chamber of Secrets                                                     | Eurocom                                           | EA Games                                                                           | 2002-11-14NA     | 15 november 2002                       | 23 november 2002  | 14 november 2002  |
| Harry Potter and the Goblet of Fire                                                         | EA UK                                             | Electronic Arts                                                                    | 2005-11-08NA     | 11 november 2005                       | 26 november 2005  | 8 november 2005   |
| Harry Potter and the Sorcerer's Stone •Harry Potter and the Philosopher's StonePAL          | Warthog Games                                     | EA Games                                                                           | 2003-12-09NA     | 12 december 2003                       | 11 december 2003  | 9 december 2003   |
| Harry Potter and the Prisoner of Azkaban                                                    | EA UK                                             | EA Games                                                                           | 2004-05-29NA     | 2 juni 2004                            | 26 juni 2004      | 29 maj 2004       |
| Harry Potter: Quidditch World Cup                                                           | Magic Pockets                                     | EA Games                                                                           | 2003-10-28NA     | 7 november 2003                        | 13 november 2003  | 28 oktober 2003   |
| Harvest Moon: A Wonderful Life                                                              | Marvelous Entertainment                           | Natsume, Ubisoft, Victor Interactive Software                                      | 2003-09-12JP     | 26 mars 2004                           | 12 september 2003 | 16 mars 2004      |
| Harvest Moon: Another Wonderful Life                                                        | Marvelous Entertainment                           | Marvelous Entertainment, Natsume                                                   | 2004-07-08JP     | Ej utgiven                             | 8 juli 2004       | 26 juli 2005      |
| Harvest Moon: Magical Melody                                                                | Marvelous Entertainment                           | Marvelous Entertainment, Natsume                                                   | 2005-11-10JP     | Ej utgiven                             | 10 november 2005  | 28 mars 2006      |
| The Haunted Mansion                                                                         | High Voltage Software                             | TDK Mediactive                                                                     | 2003-10-14NA     | Ej utgiven                             | Ej utgiven        | 14 oktober 2003   |
| Hello Kitty: Roller Rescue                                                                  | XPEC Entertainment                                | Empire Interactive, Namco                                                          | 2005-08-16NA     | 9 september 2005                       | Ej utgiven        | 16 augusti 2005   |
| Hikaru no Go 3                                                                              | Konami                                            | Konami                                                                             | 2003-03-20JP     | Ej utgiven                             | 20 mars 2003      | Ej utgiven        |
| Hitman 2: Silent Assassin                                                                   | IO Interactive                                    | Eidos Interactive                                                                  | 2003-06-19NA     | 27 juni 2003                           | Ej utgiven        | 19 juni 2003      |
| The Hobbit                                                                                  | Inevitable Entertainment                          | Vivendi Universal Games                                                            | 2003-11-11NA     | 28 november 2003                       | Ej utgiven        | 11 november 2003  |
| Home Run King                                                                               | Wow Entertainment                                 | Sega                                                                               | 2002-03-18NA     | Ej utgiven                             | Ej utgiven        | 18 mars 2002      |
| Homeland                                                                                    | Chunsoft                                          | Chunsoft                                                                           | 2005-04-29JP     | Ej utgiven                             | 29 april 2005     | Ej utgiven        |
| Hot Wheels Velocity X                                                                       | Beyond Games                                      | THQ                                                                                | 2002-11-12NA     | 13 december 2002                       | Ej utgiven        | 12 november 2002  |
| Hot Wheels World Race •Hot Wheels Highway 35 World RacePAL                                  | Climax Group                                      | THQ                                                                                | 2003-10-31NA     | 28 november 2003                       | Ej utgiven        | 31 oktober 2003   |
| Hudson Selection Vol. 1: Lode Runner                                                        | Red Entertainment                                 | Hudson Soft                                                                        | 2003-07-10JP     | Ej utgiven                             | 10 juli 2003      | Ej utgiven        |
| Hudson Selection Vol. 2: Star Soldier                                                       | Red Entertainment                                 | Hudson Soft                                                                        | 2003-07-10JP     | Ej utgiven                             | 10 juli 2003      | Ej utgiven        |
| Hudson Selection Vol. 3: Bonk's Adventure                                                   | Red Entertainment                                 | Hudson Soft                                                                        | 2003-12-18JP     | Ej utgiven                             | 18 december 2003  | Ej utgiven        |
| Hudson Selection Vol. 4: Adventure Island                                                   | Red Entertainment                                 | Hudson Soft                                                                        | 2003-12-18JP     | Ej utgiven                             | 18 december 2003  | Ej utgiven        |
| Hulk                                                                                        | Radical Entertainment                             | Vivendi Universal Games                                                            | 2003-05-27NA     | 13 juni 2003                           | Ej utgiven        | 27 maj 2003       |
| Hunter: The Reckoning                                                                       | High Voltage Software                             | Interplay Entertainment                                                            | 2002-11-18NA     | 11 juli 2003                           | Ej utgiven        | 18 november 2002  |
| I-Ninja                                                                                     | Argonaut Games                                    | Namco                                                                              | 2003-12-04NA     | Ej utgiven                             | Ej utgiven        | 4 december 2003   |
| Ice Age 2: The Meltdown                                                                     | Eurocom Entertainment Software                    | Vivendi Universal Games                                                            | 2006-03-14NA     | 31 mars 2006                           | Ej utgiven        | 14 mars 2006      |
| Ikaruga                                                                                     | G.rev, Treasure                                   | Infogrames                                                                         | 2003-01-16JP     | 23 maj 2003                            | 16 januari 2003   | 15 april 2003     |
| The Incredible Hulk: Ultimate Destruction                                                   | Radical Entertainment                             | Vivendi Universal Games                                                            | 2005-08-23NA     | 9 september 2005                       | Ej utgiven        | 23 augusti 2005   |
| The Incredibles                                                                             | Heavy Iron Studios                                | THQ                                                                                | 2004-10-31NA     | 5 november 2004                        | 2 december 2005   | 31 oktober 2004   |
| The Incredibles: Rise of the Underminer                                                     | Heavy Iron Studios                                | THQ                                                                                | 2005-11-01NA     | 25 november 2005                       | 9 februari 2006   | 1 november 2005   |
| Intellivision Lives!                                                                        | Realtime Associates                               | Crave Entertainment                                                                | 2004-11-04NA     | Ej utgiven                             | Ej utgiven        | 4 november 2004   |
| International Superstar Soccer 2                                                            | Konami                                            | Konami                                                                             | 2002-03-14JP     | 3 maj 2002                             | 14 mars 2002      | Ej utgiven        |
| International Superstar Soccer 3PAL                                                         | Konami                                            | Konami                                                                             | 2003-03-14JP     | 30 maj 2003                            | 14 mars 2003      | Ej utgiven        |
| The Italian Job                                                                             | Climax Group                                      | Eidos Interactive                                                                  | 2003-07-17NA     | 12 september 2003                      | Ej utgiven        | 17 juli 2003      |
| James Bond 007: Everything or Nothing                                                       | EA Redwood Shores                                 | EA Games                                                                           | 2004-02-11JP     | 27 februari 2004                       | 11 februari 2004  | 17 februari 2004  |
| James Bond 007 in... Agent Under Fire                                                       | EA Redwood Shores                                 | EA Games                                                                           | 2002-03-13NA     | 14 juni 2002                           | Ej utgiven        | 13 mars 2002      |
| James Bond 007: NightFire                                                                   | Eurocom                                           | EA Games                                                                           | 2002-11-18NA     | 29 november 2002                       | Ej utgiven        | 18 november 2002  |
| Jeremy McGrath Supercross World                                                             | Acclaim Studios Salt Lake City                    | Acclaim Max Sports                                                                 | 2002-02-27NA     | 7 juni 2002                            | Ej utgiven        | 27 februari 2002  |
| Jikkyou Powerful Major League                                                               | Konami                                            | Konami                                                                             | 2006-05-11JP     | Ej utgiven                             | 11 maj 2006       | Ej utgiven        |
| Jikkyou Powerful Pro Yakyuu 10                                                              | Konami                                            | Konami                                                                             | 2003-07-17JP     | Ej utgiven                             | 17 juli 2003      | Ej utgiven        |
| Jikkyou Powerful Pro Yakyuu 10 Chou Ketteiban                                               | Konami                                            | Konami                                                                             | 2003-12-18JP     | Ej utgiven                             | 18 december 2003  | Ej utgiven        |
| Jikkyou Powerful Pro Yakyuu 11                                                              | Konami                                            | Konami                                                                             | 2004-07-15JP     | Ej utgiven                             | 15 juli 2004      | Ej utgiven        |
| Jikkyou Powerful Pro Yakyuu 11 Chou Ketteiban                                               | Konami                                            | Konami                                                                             | 2004-12-16JP     | Ej utgiven                             | 16 december 2004  | Ej utgiven        |
| Jikkyou Powerful Pro Yakyuu 12                                                              | Konami                                            | Konami                                                                             | 2005-07-14JP     | Ej utgiven                             | 14 juli 2005      | Ej utgiven        |
| Jikkyou Powerful Pro Yakyuu 12 Ketteiban                                                    | Konami                                            | Konami                                                                             | 2005-12-15JP     | Ej utgiven                             | 15 december 2005  | Ej utgiven        |
| Jikkyou Powerful Pro Yakyuu 9                                                               | Konami                                            | Konami                                                                             | 2002-07-18JP     | Ej utgiven                             | 18 juli 2002      | Ej utgiven        |
| Jikkyou Powerful Pro Yakyuu 9 Ketteiban                                                     | Konami                                            | Konami                                                                             | 2002-12-19JP     | Ej utgiven                             | 19 december 2002  | Ej utgiven        |
| Jikkyō World Soccer 2002                                                                    | Konami Computer Entertainment Osaka               | Konami                                                                             | 2002-03-14JP     | Ej utgiven                             | 14 mars 2002      | Ej utgiven        |
| Jimmy Neutron: Boy Genius                                                                   | Big Sky Software                                  | THQ                                                                                | 2002-12-17NA     | 7 mars 2003                            | Ej utgiven        | 17 december 2002  |
| Judge Dredd: Dredd Vs. Death                                                                | Rebellion Developments                            | BAM! Entertainment (NA) Vivendi Universal Games (EU)                               | 2003-12-12NA     | 1 mars 2005                            | Ej utgiven        | 12 december 2003  |
| Kao the Kangaroo Round 2                                                                    | Tate Interactive                                  | JoWooD Productions (EU) Atari (NA)                                                 | 2005-04-15PAL    | 15 april 2005                          | Ej utgiven        | 29 mars 2006      |
| Karaoke Revolution Party                                                                    | Harmonix Music Systems                            | Konami                                                                             | 2005-11-08NA     | Ej utgiven                             | Ej utgiven        | 8 november 2005   |
| Kelly Slater's Pro Surfer                                                                   | Treyarch                                          | Activision O2                                                                      | 2002-09-16NA     | 18 oktober 2002                        | Ej utgiven        | 16 september 2002 |
| Kidō Senshi Gundam: Gundam vs. Z Gundam                                                     | Bandai                                            | Bandai                                                                             | 2004-12-09JP     | Ej utgiven                             | 9 december 2004   | Ej utgiven        |
| Kidō Senshi Gundam: Senshitachi no Kiseki                                                   | Bandai                                            | Bandai                                                                             | 2004-03-18JP     | Ej utgiven                             | 18 mars 2004      | Ej utgiven        |
| Killer7                                                                                     | Grasshopper Manufacture                           | Capcom                                                                             | 2005-06-09JP     | 15 juli 2005                           | 9 juni 2005       | 7 juli 2005       |
| King Arthur                                                                                 | Krome Studios                                     | Konami                                                                             | 2004-11-18NA     | 11 februari 2005                       | Ej utgiven        | 18 november 2004  |
| Kirby Air Ride                                                                              | HAL Laboratory                                    | Nintendo                                                                           | 2003-07-11JP     | 27 februari 2004                       | 11 juli 2003      | 13 oktober 2003   |
| Kiwame Mahjong DX2                                                                          | Athena                                            | Athena                                                                             | 2002-08-09JP     | Ej utgiven                             | 9 augusti 2002    | Ej utgiven        |
| Knights of the Temple: Infernal CrusadePAL                                                  | Starbreeze Studios                                | TDK Mediactive                                                                     | 2004-03-19PAL    | 19 mars 2004                           | Ej utgiven        | Ej utgiven        |
| Knockout Kings 2003                                                                         | EA Sports                                         | EA Sports                                                                          | 2002-10-09NA     | 20 december 2002                       | Ej utgiven        | 9 oktober 2002    |
| Konjiki no Gash Bell!! Yūjō no Tag Battle Full Power                                        | Bandai                                            | Bandai                                                                             | 2004-08-05JP     | Ej utgiven                             | 5 augusti 2004    | Ej utgiven        |
| Konjiki no Gash Bell!! Go! Go! Mamono Fight!!                                               | 8ing                                              | Bandai                                                                             | 2005-12-15JP     | Ej utgiven                             | 15 december 2005  | Ej utgiven        |
| Korokke! Ban-Ō no Kiki o Sukue                                                              | Konami                                            | Konami                                                                             | 2004-07-08JP     | Ej utgiven                             | 8 juli 2004       | Ej utgiven        |
| Kururin Squash!                                                                             | Eighting                                          | Nintendo                                                                           | 2004-10-14JP     | Ej utgiven                             | 14 oktober 2004   | Ej utgiven        |
| Largo Winch: Empire Under ThreatPAL                                                         | Dupuis                                            | Ubisoft                                                                            | 2002-10-01PAL    | 1 oktober 2002                         | Ej utgiven        | Ej utgiven        |
| Legend of Golfer                                                                            | SETA Corporation                                  | Nintendo                                                                           | 2004-06-17JP     | Ej utgiven                             | 17 juni 2004      | Ej utgiven        |
| The Legend of Spyro: A New Beginning                                                        | Krome Studios                                     | Vivendi Games                                                                      | 2006-10-10NA     | 27 oktober 2006                        | Ej utgiven        | 10 oktober 2006   |
| The Legend of the Quiz Tournament of Champions                                              | Nintendo                                          | Nintendo                                                                           | 2005-12-08JP     | Ej utgiven                             | 8 december 2005   | Ej utgiven        |
| The Legend of Zelda: Collector's Edition                                                    | Nintendo                                          | Nintendo                                                                           | 2003-11-14PAL    | 14 november 2003                       | Ej utgiven        | 17 november 2003  |
| The Legend of Zelda: Four Swords Adventures                                                 | Nintendo Research & Development 1                 | Nintendo                                                                           | 2004-03-18JP     | 7 januari 2005                         | 18 mars 2004      | 7 juni 2004       |
| The Legend of Zelda: Ocarina of Time / Master Quest                                         | Nintendo Entertainment Analysis and Development   | Nintendo                                                                           | 2002-11-28JP     | 3 maj 2003                             | 28 november 2002  | 17 februari 2003  |
| The Legend of Zelda: Twilight Princess                                                      | Nintendo Entertainment Analysis and Development   | Nintendo                                                                           | 2006-12-02JP     | 15 december 2006EU 19 december 2006AUS | 2 december 2006   | 11 december 2006  |
| The Legend of Zelda: The Wind Waker                                                         | Nintendo Entertainment Analysis and Development   | Nintendo                                                                           | 2002-12-13JP     | 2 maj 2003EU 7 maj 2003AUS             | 13 december 2002  | 24 mars 2003      |
| Legends of Wrestling                                                                        | Acclaim Studios Salt Lake City                    | Acclaim Entertainment                                                              | 2002-05-27NA     | 7 juni 2002                            | Ej utgiven        | 27 maj 2002       |
| Legends of Wrestling II                                                                     | Acclaim Studios Salt Lake City                    | Acclaim Entertainment                                                              | 2002-11-26NA     | 7 februari 2003                        | Ej utgiven        | 26 november 2002  |
| Lego Star Wars: The Video Game                                                              | Traveller's Tales                                 | Eidos Interactive TT Games Publishing                                              | 2005-10-25NA     | 4 november 2005                        | Ej utgiven        | 25 oktober 2005   |
| Lego Star Wars II: The Original Trilogy                                                     | Traveller's Tales                                 | LucasArts                                                                          | 2006-09-11PAL    | 11 september 2006                      | Ej utgiven        | 12 september 2006 |
| Lemony Snicket's: A Series of Unfortunate Events                                            | Adrenium Games, Amaze Entertainment               | Activision                                                                         | 2004-11-10NA     | 26 november 2004                       | Ej utgiven        | 10 november 2004  |
| Looney Tunes: Back in Action                                                                | Warthog Games                                     | Electronic Arts                                                                    | 2003-11-24NA     | 30 januari 2004                        | Ej utgiven        | 24 november 2003  |
| The Lord of the Rings: The Return of the King •Lord of the Rings: The Return of the KingPAL | EA Redwood Shores                                 | EA Games                                                                           | 2003-11-05NA     | 14 november 2003                       | 8 januari 2004    | 5 november 2003   |
| The Lord of the Rings: The Third Age                                                        | EA Redwood Shores                                 | EA Games                                                                           | 2004-11-02NA     | 5 november 2004                        | 22 december 2004  | 2 november 2004   |
| The Lord of the Rings: The Two Towers •Lord of the Rings: The Two TowersPAL                 | Stormfront Studios                                | EA Games                                                                           | 2002-12-31NA     | 14 mars 2003                           | 14 februari 2003  | 31 december 2002  |
| Lost Kingdoms                                                                               | FromSoftware                                      | FromSoftware, Activision                                                           | 2002-04-25JP     | 9 augusti 2002                         | 25 april 2002     | 27 maj 2002       |
| Lost Kingdoms II                                                                            | FromSoftware                                      | FromSoftware, Activision                                                           | 2003-05-21NA     | 6 juni 2003                            | 23 maj 2003       | 21 maj 2003       |
| Lotus Challenge                                                                             | Kuju Entertainment                                | Ignition Entertainment                                                             | 2004-07-29NA     | Ej utgiven                             | Ej utgiven        | 29 juli 2004      |
| Luigi's Mansion                                                                             | Nintendo EAD                                      | Nintendo                                                                           | 2001-09-14JP     | 3 maj 2002EU 17 maj 2002AUS            | 14 september 2001 | 18 november 2001  |
| Lupin Sansei: Umi ni Kieta Hihou                                                            | Asmik Ace Entertainment                           | Asmik Ace Entertainment                                                            | 2003-07-31JP     | Ej utgiven                             | 31 juli 2003      | Ej utgiven        |
| Madagascar                                                                                  | Toys For Bob                                      | Activision, Bandai (Japan)                                                         | 2005-05-24NA     | 30 juni 2005                           | 11 augusti 2005   | 24 maj 2005       |
| Madden NFL 2002                                                                             | EA Tiburon                                        | EA Sports                                                                          | 2001-11-18NA     | Ej utgiven                             | Ej utgiven        | 18 november 2001  |
| Madden NFL 2003                                                                             | EA Tiburon                                        | EA Sports                                                                          | 2002-08-12NA     | 11 oktober 2002                        | Ej utgiven        | 12 augusti 2002   |
| Madden NFL 2004                                                                             | EA Tiburon                                        | EA Sports                                                                          | 2003-08-12NA     | 12 september 2003                      | Ej utgiven        | 12 augusti 2003   |
| Madden NFL 2005                                                                             | EA Tiburon                                        | EA Sports                                                                          | 2004-08-09NA     | 17 september 2004                      | Ej utgiven        | 9 augusti 2004    |
| Madden NFL 06                                                                               | EA Tiburon                                        | EA Sports                                                                          | 2005-08-08NA     | 16 september 2005                      | Ej utgiven        | 8 augusti 2005    |
| Madden NFL 07                                                                               | EA Tiburon                                        | EA Sports                                                                          | 2006-08-22NA     | Ej utgiven                             | Ej utgiven        | 22 augusti 2006   |
| Madden NFL 08                                                                               | EA Tiburon                                        | EA Sports                                                                          | 2007-08-14NA     | Ej utgiven                             | Ej utgiven        | 14 augusti 2007   |
| Major League Baseball 2K6                                                                   | Kush Games                                        | 2K Sports                                                                          | 2006-06-12NA     | Ej utgiven                             | Ej utgiven        | 12 juni 2006      |
| Mario Golf: Toadstool Tour                                                                  | Camelot Software Planning                         | Nintendo                                                                           | 2003-07-29NA     | 18 juni 2004                           | 5 september 2003  | 29 juli 2003      |
| Mario Kart: Double Dash                                                                     | Nintendo EAD                                      | Nintendo                                                                           | 2003-11-07JP     | 14 november 2003EU 20 november 2003AUS | 7 november 2003   | 17 november 2003  |
| Mario Party 4                                                                               | Hudson Soft                                       | Nintendo                                                                           | 2002-10-21NA     | 29 november 2002                       | 8 november 2002   | 21 oktober 2002   |
| Mario Party 5                                                                               | Hudson Soft                                       | Nintendo                                                                           | 2003-11-10NA     | 5 december 2003                        | 28 november 2003  | 10 november 2003  |
| Mario Party 6                                                                               | Hudson Soft                                       | Nintendo                                                                           | 2004-11-18JP     | 18 mars 2005                           | 18 november 2004  | 6 december 2004   |
| Mario Party 7                                                                               | Hudson Soft                                       | Nintendo                                                                           | 2005-11-07NA     | 10 februari 2006                       | 10 november 2005  | 7 november 2005   |
| Mario Power Tennis                                                                          | Camelot Software Planning                         | Nintendo                                                                           | 2004-10-28JP     | 25 februari 2005                       | 28 oktober 2004   | 8 november 2004   |
| Mario Superstar Baseball                                                                    | Namco                                             | Nintendo                                                                           | 2005-07-21JP     | 11 november 2005                       | 21 juli 2005      | 29 augusti 2005   |
| Mark Davis Pro Bass Challenge                                                               | SIMS Co., Ltd.                                    | Natsume                                                                            | 2005-09-20NA     | Ej utgiven                             | Ej utgiven        | 20 september 2005 |
| Marvel Nemesis: Rise of the Imperfects                                                      | Nihilistic Software                               | Electronic Arts                                                                    | 2005-09-20NA     | 14 oktober 2005                        | Ej utgiven        | 20 september 2005 |
| Mary-Kate and Ashley: Sweet 16 – Licensed to Drive                                          | n-Space                                           | Club Acclaim                                                                       | 2003-02-14NA     | 1 juni 2003                            | Ej utgiven        | 14 februari 2003  |
| Mat Hoffman's Pro BMX 2                                                                     | Gratuitous Games                                  | Activision O2                                                                      | 2002-10-08NA     | 6 december 2002                        | Ej utgiven        | 8 oktober 2002    |
| MaxPlay Classic Games Volume 1PAL                                                           | CodeJunkies                                       | CodeJunkies                                                                        | 2004-03-15PAL    | 15 mars 2004                           | Ej utgiven        | Ej utgiven        |
| MC Groovz Dance Craze                                                                       | Mad Catz                                          | Mad Catz                                                                           | 2004-11-22NA     | 23 juni 2005                           | Ej utgiven        | 22 november 2004  |
| Medabots Infinity                                                                           | Victor Interactive Software                       | Natsume, Ubisoft                                                                   | 2003-11-28JP     | 24 september 2004                      | 28 november 2003  | 14 december 2003  |
| Medal of Honor: European Assault                                                            | EA Los Angeles                                    | EA Games                                                                           | 2005-06-07NA     | 17 juni 2005                           | 11 augusti 2005   | 7 juni 2005       |
| Medal of Honor: Frontline                                                                   | EA Los Angeles                                    | EA Games                                                                           | 2002-11-10NA     | 6 december 2002                        | Ej utgiven        | 10 november 2002  |
| Medal of Honor: Rising Sun                                                                  | EA Los Angeles                                    | EA Games                                                                           | 2003-11-11NA     | 28 november 2003                       | 4 december 2004   | 11 november 2003  |
| Meet the Robinsons                                                                          | Avalanche Software                                | Disney Interactive Studios                                                         | 2007-03-27NA     | Ej utgiven                             | Ej utgiven        | 27 mars 2007      |
| Mega Man Anniversary Collection                                                             | Atomic Planet Entertainment                       | Capcom                                                                             | 2004-06-22NA     | Ej utgiven                             | Ej utgiven        | 22 juni 2004      |
| Mega Man Network Transmission                                                               | Arika                                             | Capcom                                                                             | 2003-03-06JP     | 26 juni 2003                           | 6 mars 2003       | 17 juni 2003      |
| Mega Man X Collection                                                                       | Capcom                                            | Capcom                                                                             | 2006-01-10NA     | Ej utgiven                             | Ej utgiven        | 10 januari 2006   |
| Mega Man X: Command Mission                                                                 | Capcom                                            | Capcom                                                                             | 2004-07-29JP     | 19 november 2004                       | 29 juli 2004      | 21 september 2004 |
| Men in Black II: Alien Escape                                                               | Infogrames Melbourne House                        | Infogrames                                                                         | 2003-02-07PAL    | 7 februari 2003                        | Ej utgiven        | 27 februari 2003  |
| Mercedes-Benz World RacingPAL                                                               | Synetic                                           | TDK Mediactive                                                                     | 2004-04-08PAL    | 8 april 2004                           | Ej utgiven        | Ej utgiven        |
| Metal Arms: Glitch in the System                                                            | Swingin' Ape Studios                              | Vivendi Universal Games                                                            | 2003-11-18NA     | 5 december 2003                        | Ej utgiven        | 18 november 2003  |
| Metal Gear Solid: The Twin Snakes                                                           | Konami, Silicon Knights                           | Konami                                                                             | 2004-03-09NA     | 26 mars 2004                           | 11 mars 2004      | 9 mars 2004       |
| Metal Gear Solid: The Twin Snakes Special Disc                                              | Konami, Silicon Knights                           | Konami                                                                             | 2004-03-11JP     | Ej utgiven                             | 11 mars 2004      | Ej utgiven        |
| Metroid Prime                                                                               | Retro Studios                                     | Nintendo                                                                           | 2002-11-17NA     | 21 mars 2003                           | 28 februari 2003  | 17 november 2002  |
| Metroid Prime 2: Echoes                                                                     | Retro Studios                                     | Nintendo                                                                           | 2004-11-15NA     | 26 november 2004                       | 26 maj 2005       | 15 november 2004  |
| Metroid Prime 2: Echoes Bonus Disc                                                          | Retro Studios                                     | Nintendo                                                                           | 2004-11-15NA     | Ej utgiven                             | Ej utgiven        | 15 november 2004  |
| Micro MachinesPAL                                                                           | Infogrames Sheffield House                        | Infogrames                                                                         | 2003-01-17PAL    | 17 januari 2003                        | Ej utgiven        | Ej utgiven        |
| Midway Arcade Treasures                                                                     | Backbone Entertainment                            | Midway Games                                                                       | 2003-12-18NA     | Ej utgiven                             | Ej utgiven        | 18 december 2003  |
| Midway Arcade Treasures 2                                                                   | Backbone Entertainment                            | Midway Games                                                                       | 2004-10-11NA     | Ej utgiven                             | Ej utgiven        | 11 oktober 2004   |
| Midway Arcade Treasures 3                                                                   | Backbone Entertainment                            | Midway Games                                                                       | 2005-10-26NA     | Ej utgiven                             | Ej utgiven        | 26 oktober 2005   |
| Minority Report: Everybody Runs                                                             | Treyarch                                          | Activision                                                                         | 2002-11-19NA     | 6 december 2002                        | Ej utgiven        | 19 november 2002  |
| Mission: Impossible - Operation Surma                                                       | Paradigm Entertainment                            | Atari                                                                              | 2004-03-23NA     | 2 april 2004                           | 25 mars 2004      | 23 mars 2004      |
| MLB Slugfest 20-03                                                                          | Gratuitous Games                                  | Midway Games                                                                       | 2002-09-03NA     | Ej utgiven                             | Ej utgiven        | 3 september 2002  |
| MLB Slugfest 20-04                                                                          | Gratuitous Games                                  | Midway Games                                                                       | 2003-03-16NA     | Ej utgiven                             | Ej utgiven        | 16 mars 2003      |
| Momotarō Dentetsu 11: Black Bombee Shutsugen! No Maki                                       | Hudson Soft                                       | Hudson Soft                                                                        | 2002-12-05JP     | Ej utgiven                             | 5 december 2002   | Ej utgiven        |
| Momotarō Dentetsu 12: Nishinihon Hen mo ari Masse!                                          | Hudson Soft                                       | Hudson Soft                                                                        | 2003-12-11JP     | Ej utgiven                             | 11 december 2003  | Ej utgiven        |
| Monopoly Party                                                                              | Runecraft                                         | Infogrames Tomy (JP)                                                               | 2002-11-20NA     | 27 februari 2003                       | 31 juli 2003      | 20 november 2002  |
| Monster 4x4: Masters of Metal                                                               | Ubi Soft Barcelona                                | Ubi Soft                                                                           | 2003-12-10NA     | Ej utgiven                             | Ej utgiven        | 10 december 2003  |
| Monster House                                                                               | Artificial Mind and Movement                      | THQ                                                                                | 2006-07-18NA     | 4 augusti 2006                         | Ej utgiven        | 18 juli 2006      |
| Monster Jam: Maximum Destruction                                                            | Inland Productions                                | Ubi Soft                                                                           | 2002-12-06PAL    | 6 december 2002                        | Ej utgiven        | 29 december 2002  |
| Monsters, Inc. Scream Arena                                                                 | Radical Entertainment                             | THQ                                                                                | 2002-09-14NA     | 11 april 2003                          | Ej utgiven        | 14 september 2002 |
| Mortal Kombat: Deadly Alliance                                                              | Midway Games                                      | Midway Games                                                                       | 2002-11-17NA     | 14 februari 2003                       | Ej utgiven        | 17 november 2002  |
| Mortal Kombat: Deception                                                                    | Midway Games                                      | Midway Games                                                                       | 2005-03-01NA     | Ej utgiven                             | Ej utgiven        | 1 mars 2005       |
| Mr. Driller: Drill Land                                                                     | Namco                                             | Namco                                                                              | 2003-09-01JP     | Ej utgiven                             | 1 september 2003  | Ej utgiven        |
| Muppets Party Cruise                                                                        | Mass Media                                        | TDK Mediactive                                                                     | 2003-11-11NA     | Ej utgiven                             | Ej utgiven        | 11 november 2003  |
| Muscle Champion: Kinnikujima no Kessen                                                      | Konami                                            | Konami                                                                             | 2002-11-21JP     | Ej utgiven                             | 21 november 2002  | Ej utgiven        |
| Mutsu Tonohohon                                                                             | Takara Tomy                                       | Takara Tomy                                                                        | 2002-07-19JP     | Ej utgiven                             | 19 juli 2002      | Ej utgiven        |
| MVP Baseball 2004                                                                           | EA Canada                                         | EA Sports                                                                          | 2004-03-09NA     | Ej utgiven                             | Ej utgiven        | 9 mars 2004       |
| MVP Baseball 2005                                                                           | EA Canada                                         | EA Sports                                                                          | 2005-02-22NA     | Ej utgiven                             | Ej utgiven        | 22 februari 2005  |
| MX Superfly                                                                                 | Locomotive Games                                  | THQ                                                                                | 2002-06-25NA     | 4 oktober 2002                         | Ej utgiven        | 25 juni 2002      |
| Mystic Heroes                                                                               | Koei                                              | Koei                                                                               | 2002-03-29JP     | 13 december 2002                       | 29 mars 2002      | 30 september 2002 |
| Namco Museum                                                                                | Mass Media                                        | Namco                                                                              | 2002-10-09NA     | Ej utgiven                             | Ej utgiven        | 9 oktober 2002    |
| Namco Museum 50th Anniversary                                                               | Backbone Entertainment                            | Namco Electronic Arts (EU)                                                         | 2005-08-30NA     | 5 maj 2006                             | Ej utgiven        | 30 augusti 2005   |
| Naruto: Clash of Ninja                                                                      | Eighting                                          | D3 Publisher, Tomy                                                                 | 2003-04-11JP     | Ej utgiven                             | 11 april 2003     | 7 mars 2006       |
| Naruto: Clash of Ninja 2 •Naruto: Clash of NinjaPAL                                         | Eighting                                          | D3 Publisher, Tomy                                                                 | 2003-12-04JP     | 24 november 2006                       | 4 december 2003   | 26 september 2006 |
| Naruto: Gekitō Ninja Taisen! 3                                                              | Eighting                                          | Tomy                                                                               | 2004-11-20JP     | Ej utgiven                             | 20 november 2004  | Ej utgiven        |
| Naruto: Gekitō Ninja Taisen! 4                                                              | Eighting                                          | Tomy                                                                               | 2005-11-21JP     | Ej utgiven                             | 21 november 2005  | Ej utgiven        |
| NASCAR 2005: Chase for the Cup                                                              | EA Tiburon                                        | EA Sports                                                                          | 2004-09-04NA     | Ej utgiven                             | Ej utgiven        | 4 september 2004  |
| NASCAR Thunder 2003                                                                         | EA Sports                                         | EA Sports                                                                          | 2002-09-19NA     | Ej utgiven                             | Ej utgiven        | 19 september 2002 |
| NASCAR: Dirt to Daytona                                                                     | Monster Games                                     | Infogrames                                                                         | 2002-11-27NA     | Ej utgiven                             | Ej utgiven        | 27 november 2002  |
| NBA 2K2                                                                                     | Visual Concepts                                   | Sega                                                                               | 2002-03-20NA     | Ej utgiven                             | Ej utgiven        | 20 mars 2002      |
| NBA 2K3                                                                                     | Visual Concepts                                   | Sega                                                                               | 2002-10-07NA     | 28 mars 2003                           | Ej utgiven        | 7 oktober 2002    |
| NBA Courtside 2002                                                                          | Left Field Productions                            | Nintendo                                                                           | 2002-01-13NA     | 24 maj 2002                            | 29 mars 2002      | 13 januari 2002   |
| NBA Live 2003                                                                               | EA Canada                                         | EA Sports                                                                          | 2002-10-08NA     | 6 december 2002                        | Ej utgiven        | 8 oktober 2002    |
| NBA Live 2004                                                                               | EA Canada                                         | EA Sports                                                                          | 2003-10-15NA     | 7 november 2003                        | Ej utgiven        | 15 oktober 2003   |
| NBA Live 2005                                                                               | EA Canada                                         | EA Sports                                                                          | 2004-09-28NA     | 29 oktober 2004                        | Ej utgiven        | 28 september 2004 |
| NBA Live 06                                                                                 | EA Canada                                         | EA Sports                                                                          | 2005-09-26NA     | 7 oktober 2005                         | Ej utgiven        | 26 september 2005 |
| NBA Street                                                                                  | EA Canada                                         | EA Sports BIG                                                                      | 2002-02-17NA     | Ej utgiven                             | 22 mars 2002      | 17 februari 2002  |
| NBA Street Vol. 2                                                                           | EA Canada                                         | EA Sports BIG                                                                      | 2003-04-28NA     | 2 maj 2003                             | Ej utgiven        | 28 april 2003     |
| NBA Street V3                                                                               | EA Canada                                         | EA Sports BIG                                                                      | 2005-02-08NA     | 18 februari 2005                       | 26 maj 2005       | 8 februari 2005   |
| NCAA College Basketball 2K3                                                                 | Kush Games                                        | Sega                                                                               | 2002-12-02NA     | Ej utgiven                             | Ej utgiven        | 2 december 2002   |
| NCAA College Football 2K3                                                                   | Visual Concepts                                   | Sega                                                                               | 2002-09-09NA     | Ej utgiven                             | Ej utgiven        | 9 september 2002  |
| NCAA Football 2003                                                                          | EA Sports                                         | EA Sports                                                                          | 2002-07-20NA     | Ej utgiven                             | Ej utgiven        | 20 juli 2002      |
| NCAA Football 2004                                                                          | EA Sports                                         | EA Sports                                                                          | 2003-07-16NA     | Ej utgiven                             | Ej utgiven        | 16 juli 2003      |
| NCAA Football 2005                                                                          | EA Sports                                         | EA Sports                                                                          | 2004-07-15NA     | Ej utgiven                             | Ej utgiven        | 15 juli 2004      |
| Need for Speed: Carbon                                                                      | EA Canada                                         | Electronic Arts                                                                    | 2006-10-31NA     | 3 november 2006                        | Ej utgiven        | 31 oktober 2006   |
| Need for Speed: Hot Pursuit 2                                                               | EA Seattle                                        | EA Games                                                                           | 2002-09-30NA     | 25 oktober 2002                        | Ej utgiven        | 30 september 2002 |
| Need for Speed: Most Wanted                                                                 | EA Canada                                         | Electronic Arts                                                                    | 2005-11-15NA     | 25 november 2005                       | 22 december 2005  | 15 november 2005  |
| Need for Speed: Underground                                                                 | EA Black Box                                      | EA Games                                                                           | 2003-11-17NA     | 21 november 2003                       | 25 december 2003  | 17 november 2003  |
| Need for Speed: Underground 2                                                               | EA Black Box                                      | EA Games                                                                           | 2004-11-15NA     | 19 november 2004                       | 22 december 2004  | 15 november 2004  |
| Neighbours from HellPAL                                                                     | JoWooD Vienna                                     | JoWooD Productions                                                                 | 2005-03-04PAL    | 4 mars 2005                            | Ej utgiven        | Ej utgiven        |
| NFL 2K3                                                                                     | Visual Concepts                                   | Sega                                                                               | 2002-08-21NA     | 28 mars 2003                           | Ej utgiven        | 21 augusti 2002   |
| NFL Blitz 20-02                                                                             | Point of View, Inc.                               | Midway Games                                                                       | 2002-03-18NA     | Ej utgiven                             | Ej utgiven        | 18 mars 2002      |
| NFL Blitz 20-03                                                                             | Point of View, Inc.                               | Midway Games                                                                       | 2002-08-12NA     | Ej utgiven                             | Ej utgiven        | 12 augusti 2002   |
| NFL Blitz Pro                                                                               | Midway Games                                      | Midway Games                                                                       | 2003-12-02NA     | Ej utgiven                             | Ej utgiven        | 2 december 2003   |
| NFL Quarterback Club 2002                                                                   | Acclaim Studios Austin                            | Acclaim Sports                                                                     | 2001-12-14NA     | Ej utgiven                             | Ej utgiven        | 14 december 2001  |
| NFL Street                                                                                  | EA Tiburon                                        | EA Sports                                                                          | 2004-01-14NA     | 30 januari 2004                        | Ej utgiven        | 14 januari 2004   |
| NFL Street 2                                                                                | EA Tiburon                                        | EA Sports                                                                          | 2004-12-22NA     | 28 januari 2005                        | Ej utgiven        | 22 december 2004  |
| NHL 2003                                                                                    | EA Sports                                         | EA Sports                                                                          | 2002-09-30NA     | 25 oktober 2002                        | Ej utgiven        | 30 september 2002 |
| NHL 2004                                                                                    | EA Sports                                         | EA Sports                                                                          | 2003-09-22NA     | 10 oktober 2003                        | Ej utgiven        | 22 september 2003 |
| NHL 2005                                                                                    | EA Sports                                         | EA Sports                                                                          | 2004-09-20NA     | 8 oktober 2004                         | Ej utgiven        | 20 september 2004 |
| NHL 06                                                                                      | EA Sports                                         | EA Sports                                                                          | 2005-09-06NA     | 23 september 2005                      | Ej utgiven        | 6 september 2005  |
| NHL 2K3                                                                                     | Treyarch                                          | Sega                                                                               | 2002-12-11NA     | 28 mars 2003                           | Ej utgiven        | 11 december 2002  |
| NHL Hitz 20-02                                                                              | Black Box Games                                   | Midway Games                                                                       | 2001-11-18NA     | 3 maj 2002                             | Ej utgiven        | 18 november 2001  |
| NHL Hitz 20-03                                                                              | Black Box Games                                   | Midway Games                                                                       | 2002-09-16NA     | 1 november 2002                        | Ej utgiven        | 16 september 2002 |
| NHL Hitz Pro                                                                                | Next Level Games                                  | Midway Games                                                                       | 2003-09-25NA     | Ej utgiven                             | Ej utgiven        | 25 september 2003 |
| Nickelodeon Party Blast                                                                     | Data Design Interactive                           | Infogrames                                                                         | 2002-12-06NA,PAL | 6 december 2002                        | Ej utgiven        | 6 december 2002   |
| Nicktoons: Battle for Volcano Island                                                        | Blue Tongue Entertainment                         | THQ                                                                                | 2006-10-24NA     | Ej utgiven                             | Ej utgiven        | 24 oktober 2006   |
| Nicktoons Unite! •SpongeBob SquarePants & Friends: Unite!PAL                                | Blue Tongue Entertainment                         | THQ                                                                                | 2005-10-27NA     | 3 mars 2006                            | Ej utgiven        | 27 oktober 2005   |
| Nintendo GameCube Preview Disc                                                              | Nintendo                                          | Nintendo                                                                           | 2003-05-30NA     | Ej utgiven                             | Ej utgiven        | 30 maj 2003       |
| Nintendo Puzzle Collection                                                                  | Intelligent Systems, Nintendo Software Technology | Nintendo                                                                           | 2003-02-07JP     | Ej utgiven                             | 7 februari 2003   | Ej utgiven        |
| Odama •Yoot Saito's Odama                                                                   | Vivarium                                          | Nintendo                                                                           | 2006-03-31PAL    | 31 mars 2006                           | 13 april 2006     | 10 april 2006     |
| Ohenro-San                                                                                  | Panasonic Corporation                             | Panasonic Corporation                                                              | 2003-04-24JP     | Ej utgiven                             | 24 april 2003     | Ej utgiven        |
| One Piece: Grand Adventure                                                                  | Ganbarion                                         | Namco Bandai Games                                                                 | 2006-08-29NA     | Ej utgiven                             | Ej utgiven        | 29 augusti 2006   |
| One Piece: Grand Battle! 3                                                                  | Ganbarion                                         | Bandai                                                                             | 2003-12-11JP     | Ej utgiven                             | 11 december 2003  | Ej utgiven        |
| One Piece: Grand Battle! Rush                                                               | Ganbarion                                         | Bandai                                                                             | 2005-03-17JP     | Ej utgiven                             | 17 mars 2005      | 7 september 2005  |
| One Piece: Pirates' Carnival                                                                | Bandai                                            | Bandai, Namco Bandai Games                                                         | 2005-11-23JP     | Ej utgiven                             | 23 november 2005  | 12 september 2006 |
| One Piece: Treasure Battle!                                                                 | Bandai                                            | Bandai                                                                             | 2002-11-01JP     | Ej utgiven                             | 1 november 2002   | Ej utgiven        |
| Open Season                                                                                 | Ubisoft Montreal                                  | Ubisoft                                                                            | 2006-09-19NA     | 6 oktober 2006                         | Ej utgiven        | 19 september 2006 |
| Outlaw Golf                                                                                 | Hypnotix                                          | Simon & Schuster, TDK Mediactive                                                   | 2002-10-29NA     | 24 juni 2003                           | Ej utgiven        | 29 oktober 2002   |
| Over the Hedge                                                                              | Edge of Reality                                   | Activision                                                                         | 2006-05-09NA     | 23 juni 2006                           | Ej utgiven        | 9 maj 2006        |
| P.N.03                                                                                      | Capcom                                            | Capcom                                                                             | 2003-03-27JP     | 29 augusti 2003                        | 27 mars 2003      | 9 september 2003  |
| Pac-Man Fever                                                                               | Mass Media                                        | Namco                                                                              | 2002-09-03NA     | Ej utgiven                             | Ej utgiven        | 3 september 2002  |
| Pac-Man Vs.                                                                                 | Nintendo EAD                                      | Namco                                                                              | 2003-12-02NA     | 26 mars 2004                           | Ej utgiven        | 2 december 2003   |
| Pac-Man World 2                                                                             | Namco                                             | Namco                                                                              | 2002-03-19NA     | 21 mars 2003                           | Ej utgiven        | 19 mars 2002      |
| Pac-Man World 3                                                                             | Blitz Games                                       | Namco Electronic Arts (EU)                                                         | 2005-11-17NA     | 23 juni 2006                           | Ej utgiven        | 17 november 2005  |
| Pac-Man World Rally                                                                         | Smart Bomb Interactive                            | Namco Bandai Games                                                                 | 2006-08-22NA     | Ej utgiven                             | Ej utgiven        | 22 augusti 2006   |
| Paper Mario: The Thousand-Year Door                                                         | Intelligent Systems                               | Nintendo                                                                           | 2004-07-22JP     | 12 november 2004                       | 22 juli 2004      | 11 oktober 2004   |
| Peter Jackson's King Kong: The Official Game of the Movie                                   | Ubisoft Montreal                                  | Ubisoft                                                                            | 2005-11-17PAL    | 17 november 2005                       | Ej utgiven        | 21 november 2005  |
| Phantasy Star Online Episode I & II                                                         | Sonic Team                                        | Sega                                                                               | 2002-09-12JP     | 7 mars 2003                            | 12 september 2002 | 29 oktober 2002   |
| Phantasy Star Online Episode I & II Plus                                                    | Sonic Team                                        | Sega                                                                               | 2003-11-27JP     | Ej utgiven                             | 27 november 2003  | 15 september 2004 |
| Phantasy Star Online Episode III: C.A.R.D. Revolution                                       | Sonic Team                                        | Sega                                                                               | 2003-11-27JP     | 11 juni 2004                           | 27 november 2003  | 2 mars 2004       |
| Piglet's Big Game                                                                           | Doki Denki Studio                                 | Gotham Games                                                                       | 2003-03-19NA     | 2 juli 2003                            | Ej utgiven        | 19 mars 2003      |
| Pikmin                                                                                      | Nintendo Entertainment Analysis and Development   | Nintendo                                                                           | 2001-10-26JP     | 14 juni 2002                           | 26 oktober 2001   | 3 december 2001   |
| Pikmin 2                                                                                    | Nintendo Entertainment Analysis and Development   | Nintendo                                                                           | 2004-04-29JP     | 8 oktober 2004EU 4 november 2004AUS    | 29 april 2004     | 30 augusti 2004   |
| Pinball Hall of Fame: The Gottlieb Collection                                               | FarSight Studios                                  | Crave Entertainment                                                                | 2005-03-20NA     | Ej utgiven                             | Ej utgiven        | 20 mars 2005      |
| Pitfall: The Lost Expedition                                                                | Edge of Reality                                   | Activision                                                                         | 2004-02-18NA     | 20 februari 2004                       | Ej utgiven        | 18 februari 2004  |
| Pokémon Box: Ruby and Sapphire                                                              | Nintendo                                          | Nintendo                                                                           | 2003-05-30JP     | 14 maj 2004                            | 30 maj 2003       | 12 juli 2004      |
| Pokémon Channel                                                                             | Ambrella                                          | Nintendo                                                                           | 2003-07-18JP     | 2 april 2004                           | 18 juli 2003      | 1 december 2003   |
| Pokémon Colosseum                                                                           | Genius Sonority                                   | Nintendo                                                                           | 2003-11-21JP     | 14 maj 2004                            | 21 november 2003  | 22 mars 2004      |
| Pokémon Colosseum Bonus Disc                                                                | Genius Sonority                                   | Nintendo                                                                           | 2003-11-21JP     | 14 maj 2004                            | 21 november 2003  | 22 mars 2004      |
| Pokémon XD: Gale of Darkness                                                                | Genius Sonority                                   | Nintendo                                                                           | 2005-08-05JP     | 18 november 2005                       | 5 augusti 2005    | 28 september 2005 |
| The Polar Express                                                                           | Blue Tongue Entertainment                         | THQ                                                                                | 2004-11-02NA     | 22 november 2004                       | Ej utgiven        | 2 november 2004   |
| Pool Edge                                                                                   | Nd Cube                                           | Media Kite                                                                         | 2002-10-25JP     | Ej utgiven                             | 25 oktober 2002   | Ej utgiven        |
| Pool Paradise                                                                               | Ignition Entertainment                            | Ignition Entertainment                                                             | 2004-03-15PAL    | 15 mars 2004                           | Ej utgiven        | 30 juni 2004      |
| Power Rangers: Dino Thunder                                                                 | Locomotive Games                                  | THQ                                                                                | 2004-09-14NA     | 26 november 2004                       | Ej utgiven        | 14 september 2004 |
| The Powerpuff Girls: Relish Rampage - Pickled Edition                                       | VIS Entertainment                                 | BAM! Entertainment                                                                 | 2002-12-15NA     | 6 februari 2004                        | Ej utgiven        | 15 december 2002  |
| Prince of Persia: The Sands of Time                                                         | Ubisoft Montreal                                  | Ubisoft                                                                            | 2003-11-18NA     | 20 februari 2004                       | Ej utgiven        | 18 november 2003  |
| Prince of Persia: The Two Thrones                                                           | Ubisoft Montreal                                  | Ubisoft                                                                            | 2005-12-01NA     | 9 december 2005                        | Ej utgiven        | 1 december 2005   |
| Prince of Persia: Warrior Within                                                            | Ubisoft Montreal                                  | Ubisoft                                                                            | 2004-11-30NA     | 3 december 2004                        | Ej utgiven        | 30 november 2004  |
| Pro Rally                                                                                   | Ubi Soft Barcelona                                | Ubi Soft                                                                           | 2002-10-04PAL    | 4 oktober 2002                         | Ej utgiven        | 11 november 2002  |
| Puyo Pop Fever                                                                              | Sonic Team                                        | Sega                                                                               | 2004-02-27PAL    | 27 februari 2004                       | 24 mars 2004      | 20 juli 2004      |
| R: Racing Evolution •R: RacingPAL                                                           | Namco                                             | Namco Electronic Arts (EU)                                                         | 2003-11-27JP     | 2 april 2004                           | 27 november 2003  | 9 december 2003   |
| Radirgy GeneriC                                                                             | Milestone                                         | Milestone                                                                          | 2006-05-25JP     | Ej utgiven                             | 25 maj 2006       | Ej utgiven        |
| Rally Championship                                                                          | Warthog Games                                     | Encore Software, Eidos Interactive                                                 | 2003-02-07PAL    | 7 februari 2003                        | Ej utgiven        | 30 juli 2003      |
| Rampage: Total Destruction                                                                  | Pipeworks Software                                | Midway Games                                                                       | 2006-04-24NA     | Ej utgiven                             | Ej utgiven        | 24 april 2006     |
| Ratatouille                                                                                 | Heavy Iron Studios                                | THQ                                                                                | 2007-06-26NA     | 3 augusti 2007                         | Ej utgiven        | 26 juni 2007      |
| Rave Master                                                                                 | Konami                                            | Konami                                                                             | 2002-03-20JP     | Ej utgiven                             | 20 mars 2002      | 8 mars 2005       |
| Rayman 3: Hoodlum Havoc                                                                     | Ubi Soft Montpellier                              | Ubi Soft                                                                           | 2003-02-21PAL    | 21 februari 2003                       | 22 oktober 2004   | 2 mars 2003       |
| Rayman Arena                                                                                | Ubi Soft Montpellier                              | Ubi Soft                                                                           | 2002-09-24NA     | Ej utgiven                             | Ej utgiven        | 24 september 2002 |
| Red Faction II                                                                              | THQ, Volition                                     | THQ                                                                                | 2003-03-31NA     | 6 juni 2003                            | Ej utgiven        | 31 mars 2003      |
| RedCard 20-03                                                                               | Point of View, Inc.                               | Midway Games                                                                       | 2002-06-24NA     | 5 juli 2002                            | Ej utgiven        | 24 juni 2002      |
| Rei Fighter Gekitsui Senki                                                                  | Global A Entertainment                            | Global A Entertainment                                                             | 2003-03-06JP     | Ej utgiven                             | 6 mars 2003       | Ej utgiven        |
| Reign of Fire                                                                               | Kuju Entertainment                                | BAM! Entertainment                                                                 | 2002-11-26NA     | 29 november 2002                       | Ej utgiven        | 26 november 2002  |
| Resident Evil                                                                               | Capcom                                            | Capcom                                                                             | 2002-03-22JP     | 13 september 2002                      | 22 mars 2002      | 30 april 2002     |
| Resident Evil 2                                                                             | Capcom                                            | Capcom                                                                             | 2003-01-16NA     | 30 maj 2003                            | 23 januari 2003   | 16 januari 2003   |
| Resident Evil 3: Nemesis                                                                    | Capcom                                            | Capcom                                                                             | 2003-01-15NA     | 30 maj 2003                            | 23 januari 2003   | 15 januari 2003   |
| Resident Evil 4                                                                             | Capcom                                            | Capcom                                                                             | 2005-01-11NA     | 18 mars 2005                           | 27 januari 2005   | 11 januari 2005   |
| Resident Evil Code: Veronica X                                                              | Capcom                                            | Capcom                                                                             | 2003-08-07JP     | 12 mars 2004                           | 7 augusti 2003    | 3 december 2003   |
| Resident Evil Zero                                                                          | Capcom                                            | Capcom                                                                             | 2002-11-10NA     | 7 mars 2003                            | 21 november 2002  | 10 november 2002  |
| Ribbit King                                                                                 | Infinity, Jamsworks                               | Bandai                                                                             | 2003-07-11JP     | 3 september 2004                       | 11 juli 2003      | 8 juni 2004       |
| Road Trip: The Arcade Edition •Gadget RacersPAL                                             | Hudson Soft                                       | Takara, Conspiracy Entertainment, Zoo Digital Publishing                           | 2002-12-19JP     | 5 december 2003                        | 19 december 2002  | 15 maj 2004       |
| RoadKill                                                                                    | Terminal Reality                                  | Midway Games                                                                       | 2003-10-01PAL    | Ej utgiven                             | Ej utgiven        | 30 oktober 2003   |
| RoboCop                                                                                     | Titus Interactive Studio                          | Titus Japan K.K.                                                                   | 2004-03-04JP     | Ej utgiven                             | 4 mars 2004       | Ej utgiven        |
| Robotech: Battlecry                                                                         | Vicious Cycle Software                            | TDK Mediactive                                                                     | 2002-10-11NA     | 21 mars 2003                           | Ej utgiven        | 11 oktober 2002   |
| Robots                                                                                      | Eurocom                                           | Vivendi Universal Games                                                            | 2005-02-24NA     | 11 mars 2005                           | 28 juli 2005      | 24 februari 2005  |
| Rocket Power: Beach Bandits                                                                 | Evolution Games                                   | THQ                                                                                | 2002-09-24NA     | 18 June 2002                           | Ej utgiven        | 24 september 2002 |
| Rocky                                                                                       | Rage Software                                     | Rage Software Ubi Soft                                                             | 2002-11-17NA     | 22 november 2002                       | Ej utgiven        | 17 november 2002  |
| Rogue Ops                                                                                   | Bits Studios                                      | Kemco                                                                              | 2003-10-29NA     | 6 februari 2004                        | 26 februari 2004  | 29 oktober 2003   |
| Rugrats: Royal Ransom                                                                       | Avalanche Software                                | THQ                                                                                | 2002-11-27NA     | 11 april 2003                          | Ej utgiven        | 27 november 2002  |
| Samurai Jack: The Shadow of Aku                                                             | Adrenium Games                                    | Sega                                                                               | 2004-03-24NA     | 6 augusti 2004                         | Ej utgiven        | 24 mars 2004      |
| Scaler                                                                                      | Artificial Mind and Movement                      | Global Star Software, Take-Two Interactive                                         | 2004-11-17NA     | Ej utgiven                             | Ej utgiven        | 17 november 2004  |
| Scooby Doo: Mystery Mayhem                                                                  | Artificial Mind and Movement                      | THQ                                                                                | 2004-03-02NA     | 26 mars 2004                           | Ej utgiven        | 2 mars 2004       |
| Scooby-Doo! Night of 100 Frights                                                            | Heavy Iron Studios                                | THQ                                                                                | 2002-09-16NA     | 22 november 2002                       | Ej utgiven        | 16 september 2002 |
| Scooby-Doo! Unmasked                                                                        | Artificial Mind and Movement                      | THQ                                                                                | 2005-09-12NA     | 23 september 2005                      | Ej utgiven        | 12 september 2005 |
| The Scorpion King: Rise of the Akkadian                                                     | Point of View, Inc.                               | Vivendi Universal Games                                                            | 2002-09-11NA     | 29 november 2002                       | Ej utgiven        | 11 september 2002 |
| SD Gundam Gashapon Wars                                                                     | Bandai Entertainment                              | Bandai                                                                             | 2005-12-01NA     | Ej utgiven                             | 1 december 2005   | Ej utgiven        |
| Sea World: Shamu's Deep Sea Adventures                                                      | Magic Wand Productions                            | Activision                                                                         | 2005-11-08NA     | 16 mars 2006                           | Ej utgiven        | 8 november 2005   |
| Second Sight                                                                                | Free Radical Design                               | Codemasters                                                                        | 2004-09-03PAL    | 3 september 2004                       | Ej utgiven        | 21 september 2004 |
| Sega Soccer Slam                                                                            | Black Box Games                                   | Sega                                                                               | 2002-03-18NA     | 18 oktober 2002                        | 26 september 2002 | 18 mars 2002      |
| Serious Sam: Next Encounter                                                                 | Climax Group, Croteam                             | Global Star Software                                                               | 2004-04-12NA     | 30 april 2004                          | Ej utgiven        | 12 april 2004     |
| Shadow the Hedgehog                                                                         | Sonic Team                                        | Sega                                                                               | 2005-11-15NA     | 18 november 2005                       | 15 december 2005  | 15 november 2005  |
| Shaman King: Soul Fight                                                                     | Tuning Electronic                                 | Bandai                                                                             | 2003-03-28JP     | Ej utgiven                             | 28 mars 2003      | Ej utgiven        |
| Shark Tale                                                                                  | Edge of Reality                                   | Activision, Taito (JP)                                                             | 2004-09-27NA     | 1 oktober 2004                         | 3 mars 2005       | 27 september 2004 |
| Shikigami no Shiro II                                                                       | Kids Station                                      | Alfa System                                                                        | 2003-10-24JP     | Ej utgiven                             | 24 oktober 2003   | Ej utgiven        |
| Shinseiki GPX Cyber Formula: Road to the Evolution                                          | Atelier-Sai                                       | Sunrise Interactive                                                                | 2004-07-29JP     | Ej utgiven                             | 29 juli 2004      | Ej utgiven        |
| Shrek 2                                                                                     | Luxoflux                                          | Activision                                                                         | 2004-04-28NA     | 18 juni 2004                           | Ej utgiven        | 28 april 2004     |
| Shrek Extra Large                                                                           | Digital Illusions CE                              | TDK Mediactive                                                                     | 2002-10-31NA     | 24 oktober 2003                        | Ej utgiven        | 31 oktober 2002   |
| Shrek Smash n' Crash Racing                                                                 | Torus Games                                       | Activision                                                                         | 2006-11-21NA     | 16 mars 2007                           | Ej utgiven        | 21 november 2006  |
| Shrek: Super Party                                                                          | Mass Media                                        | TDK Mediactive                                                                     | 2003-05-30NA,PAL | 30 maj 2003                            | Ej utgiven        | 30 maj 2003       |
| Shrek SuperSlam                                                                             | Shaba Games                                       | Activision                                                                         | 2005-10-25NA     | 18 november 2005                       | Ej utgiven        | 25 oktober 2005   |
| The Simpsons Hit & Run                                                                      | Radical Entertainment                             | Vivendi Universal Games                                                            | 2003-09-16NA     | 31 oktober 2003                        | Ej utgiven        | 16 september 2003 |
| The Simpsons: Road Rage                                                                     | Radical Entertainment                             | Electronic Arts                                                                    | 2001-12-17NA     | 17 maj 2002EU 30 oktober 2003AUS       | Ej utgiven        | 17 december 2001  |
| The Sims                                                                                    | Edge Of Reality                                   | EA Games                                                                           | 2003-03-25NA     | 4 april 2003                           | 22 januari 2004   | 25 mars 2003      |
| The Sims 2                                                                                  | Maxis                                             | Electronic Arts                                                                    | 2005-10-24NA     | 4 november 2005                        | Ej utgiven        | 24 oktober 2005   |
| The Sims 2: Pets                                                                            | Maxis                                             | Electronic Arts                                                                    | 2006-10-17NA     | 20 oktober 2006                        | Ej utgiven        | 17 oktober 2006   |
| The Sims Bustin' Out                                                                        | Maxis                                             | EA Games                                                                           | 2003-12-15NA     | 19 december 2003                       | Ej utgiven        | 15 december 2003  |
| Skies of Arcadia Legends                                                                    | Overworks                                         | Sega                                                                               | 2002-12-26JP     | 23 maj 2003                            | 26 december 2002  | 27 januari 2003   |
| Smashing Drive                                                                              | Point of View, Inc.                               | Namco                                                                              | 2002-02-18NA     | Ej utgiven                             | Ej utgiven        | 18 februari 2002  |
| Smuggler's Run: Warzones                                                                    | Rockstar San Diego                                | Rockstar Games                                                                     | 2002-08-07NA     | 18 oktober 2002                        | Ej utgiven        | 7 augusti 2002    |
| Sonic Adventure DX: Director's Cut                                                          | Sonic Team                                        | Sega                                                                               | 2003-06-18NA     | 27 juni 2003                           | 19 juni 2003      | 18 juni 2003      |
| Sonic Adventure 2: Battle                                                                   | Sonic Team                                        | Sega                                                                               | 2001-12-20JP     | 3 maj 2002                             | 20 december 2001  | 11 februari 2002  |
| Sonic Gems Collection                                                                       | Sonic Team                                        | Sega                                                                               | 2005-08-11JP     | 30 september 2005                      | 11 augusti 2005   | 16 augusti 2005   |
| Sonic Heroes                                                                                | Sonic Team USA                                    | Sega                                                                               | 2003-12-30JP     | 6 februari 2004                        | 30 december 2003  | 5 januari 2004    |
| Sonic Mega Collection                                                                       | Sonic Team                                        | Sega                                                                               | 2002-11-10NA     | 7 mars 2003                            | 19 december 2002  | 10 november 2002  |
| Sonic Riders                                                                                | Sonic Team                                        | Sega                                                                               | 2006-02-21NA     | 17 mars 2006                           | 23 februari 2006  | 21 februari 2006  |
| Soulcalibur II                                                                              | Namco                                             | Namco                                                                              | 2003-03-27JP     | 26 september 2003                      | 27 mars 2003      | 27 augusti 2003   |
| Space Raiders                                                                               | Taito Corporation                                 | Taito Corporation Mastiff (North America)                                          | 2003-01-09JP     | Ej utgiven                             | 9 januari 2003    | 19 april 2004     |
| Spartan: Total Warrior                                                                      | The Creative Assembly                             | Sega                                                                               | 2005-10-07PAL    | 7 oktober 2005                         | Ej utgiven        | 27 oktober 2005   |
| Spawn: Armageddon                                                                           | Point of View, Inc.                               | Namco Electronic Arts (EU)                                                         | 2003-11-21NA     | 12 mars 2004                           | Ej utgiven        | 21 november 2003  |
| Special Jinsei Game                                                                         | Takara                                            | Takara                                                                             | 2003-05-01JP     | Ej utgiven                             | 1 maj 2003        | Ej utgiven        |
| Speed Challenge: Jacques Villeneuve's Racing VisionPAL                                      | Ubi Soft                                          | Ubi Soft                                                                           | 2002-10-18PAL    | 18 oktober 2002                        | Ej utgiven        | Ej utgiven        |
| Speed Kings                                                                                 | Climax Group                                      | Acclaim Entertainment                                                              | 2003-05-28NA     | 4 juli 2003                            | Ej utgiven        | 28 maj 2003       |
| Sphinx and the Cursed Mummy                                                                 | Eurocom                                           | THQ                                                                                | 2003-11-10NA     | 20 februari 2004                       | Ej utgiven        | 10 november 2003  |
| Spider-Man                                                                                  | Treyarch                                          | Activision, Capcom                                                                 | 2002-04-15NA     | 7 juni 2002                            | 13 februari 2003  | 15 april 2002     |
| Spider-Man 2                                                                                | Treyarch                                          | Activision                                                                         | 2004-06-28NA     | 9 juli 2004                            | Ej utgiven        | 28 juni 2004      |
| Spirits & Spells •CastleweenPAL                                                             | Dreamcatcher Interactive                          | DreamCatcher InteractiveNA, WanadooPAL, MTOJP                                      | 2003-05-30PAL    | 30 maj 2003                            | 19 juni 2003      | 24 september 2003 |
| SpongeBob SquarePants: Battle for Bikini Bottom                                             | Heavy Iron Studios                                | THQ                                                                                | 2003-10-31NA     | 28 november 2003                       | Ej utgiven        | 31 oktober 2003   |
| SpongeBob SquarePants: Creature from the Krusty Krab                                        | Blitz Games                                       | THQ                                                                                | 2006-10-16NA     | 3 november 2006                        | Ej utgiven        | 16 oktober 2006   |
| SpongeBob SquarePants: Lights, Camera, Pants!                                               | THQ Studio Australia                              | THQ                                                                                | 2005-10-21NA     | 18 november 2005                       | Ej utgiven        | 21 oktober 2005   |
| The SpongeBob SquarePants Movie                                                             | Heavy Iron Studios                                | THQ                                                                                | 2004-10-28NA     | 4 februari 2005                        | Ej utgiven        | 28 oktober 2004   |
| SpongeBob SquarePants: Revenge of the Flying Dutchman                                       | Big Sky Software                                  | THQ                                                                                | 2002-12-18NA     | 28 mars 2003                           | Ej utgiven        | 18 december 2002  |
| Spy Hunter                                                                                  | Paradigm Entertainment, Point of View, Inc.       | Midway Games                                                                       | 2002-03-11NA     | 28 juni 2002                           | Ej utgiven        | 11 mars 2002      |
| Spyro: A Hero's Tail                                                                        | Eurocom                                           | Vivendi Universal Games                                                            | 2004-11-03NA     | 26 november 2004                       | Ej utgiven        | 3 november 2004   |
| Spyro: Enter the Dragonfly                                                                  | Equinox Digital Entertainment                     | Vivendi Universal Games                                                            | 2002-11-08NA     | 29 november 2002                       | Ej utgiven        | 8 november 2002   |
| SSX 3                                                                                       | EA Canada                                         | EA Sports BIG                                                                      | 2003-10-20NA     | 31 oktober 2003                        | 12 december 2003  | 20 oktober 2003   |
| SSX on Tour                                                                                 | EA Canada                                         | EA Sports BIG                                                                      | 2005-10-11NA     | 21 oktober 2005                        | 17 november 2005  | 11 oktober 2005   |
| SSX Tricky                                                                                  | EA Canada                                         | EA Sports BIG                                                                      | 2001-12-02NA     | 12 juli 2002                           | 27 december 2001  | 2 december 2001   |
| Star Fox Adventures                                                                         | Rare                                              | Nintendo                                                                           | 2002-09-22NA     | 15 november 2002AUS 22 november 2002EU | 27 september 2002 | 22 september 2002 |
| Star Fox: Assault                                                                           | Namco                                             | Nintendo                                                                           | 2005-02-14NA     | 29 april 2005EU 16 juni 2005AUS        | 24 februari 2005  | 14 februari 2005  |
| Star Wars: Bounty Hunter                                                                    | LucasArts                                         | LucasArts                                                                          | 2002-12-07NA     | 7 februari 2003                        | Ej utgiven        | 7 december 2002   |
| Star Wars Jedi Knight II: Jedi Outcast                                                      | Raven Software, Vicarious Visions                 | LucasArts                                                                          | 2002-11-20NA     | 22 november 2002                       | Ej utgiven        | 20 november 2002  |
| Star Wars Rogue Squadron II: Rogue Leader                                                   | Factor 5                                          | LucasArts                                                                          | 2001-11-18NA     | 3 maj 2002                             | 22 mars 2002      | 18 november 2001  |
| Star Wars Rogue Squadron III: Rebel Strike                                                  | Factor 5                                          | LucasArts                                                                          | 2003-10-15NA     | 7 november 2003                        | 21 november 2003  | 15 oktober 2003   |
| Star Wars Rogue Squadron III: Rebel Strike Preview Disc                                     | Factor 5                                          | LucasArts                                                                          | 2003-10-28NA     | Ej utgiven                             | Ej utgiven        | 28 oktober 2003   |
| Star Wars: The Clone Wars                                                                   | Pandemic Studios                                  | LucasArts                                                                          | 2002-10-28NA     | 15 november 2002                       | 20 mars 2003      | 28 oktober 2002   |
| Starsky & Hutch                                                                             | Mind's Eye Productions                            | Empire Interactive                                                                 | 2004-08-24NA     | 24 oktober 2004                        | Ej utgiven        | 24 augusti 2004   |
| Street Hoops                                                                                | Black Ops Entertainment                           | Activision                                                                         | 2002-11-28NA     | Ej utgiven                             | Ej utgiven        | 28 november 2002  |
| Street Racing Syndicate                                                                     | Eutechnyx                                         | Namco                                                                              | 2004-08-31NA     | 4 mars 2005                            | Ej utgiven        | 31 augusti 2004   |
| Strike Force Bowling                                                                        | Lab Rats                                          | Crave Entertainment                                                                | 2005-03-20NA     | Ej utgiven                             | Ej utgiven        | 20 mars 2005      |
| The Sum of All Fears                                                                        | Red Storm Entertainment                           | Ubi Soft                                                                           | 2003-01-09NA     | 21 mars 2003                           | Ej utgiven        | 9 januari 2003    |
| Summoner: A Goddess Reborn                                                                  | Volition                                          | THQ                                                                                | 2003-01-31NA     | 11 april 2003                          | Ej utgiven        | 31 januari 2003   |
| Super Bubble Pop                                                                            | Runecraft                                         | Jaleco                                                                             | 2003-01-03NA     | Ej utgiven                             | Ej utgiven        | 3 januari 2003    |
| Super Mario Strikers •Mario Smash FootballPAL                                               | Next Level Games                                  | Nintendo                                                                           | 2005-11-18EU     | 18 november 2005EU 6 april 2006AUS     | 19 januari 2006   | 5 december 2005   |
| Super Mario Sunshine                                                                        | Nintendo Entertainment Analysis and Development   | Nintendo                                                                           | 2002-07-19JP     | 4 oktober 2002EU 11 oktober 2002AUS    | 19 juli 2002      | 25 augusti 2002   |
| Super Monkey Ball                                                                           | Amusement Vision                                  | Sega                                                                               | 2001-09-14JP     | 3 maj 2002                             | 14 september 2001 | 18 november 2001  |
| Super Monkey Ball 2                                                                         | Amusement Vision                                  | Sega                                                                               | 2002-08-25NA     | 14 mars 2003                           | 21 november 2002  | 25 augusti 2002   |
| Super Monkey Ball Adventure                                                                 | Traveller's Tales                                 | Sega                                                                               | 2006-07-14PAL    | 14 juli 2006                           | Ej utgiven        | 1 augusti 2006    |
| Super Robot Wars GC                                                                         | Banpresto                                         | Banpresto                                                                          | 2004-12-16JP     | Ej utgiven                             | 16 december 2004  | Ej utgiven        |
| Super Smash Bros. Melee                                                                     | HAL Laboratory                                    | Nintendo                                                                           | 2001-11-21JP     | 24 maj 2002                            | 21 november 2001  | 2 december 2001   |
| Superman: Shadow of Apokolips                                                               | Infogrames Sheffield House                        | Infogrames                                                                         | 2003-03-25NA     | 2 maj 2003                             | Ej utgiven        | 25 mars 2003      |
| Surf's Up                                                                                   | Ubisoft Montreal                                  | Ubisoft                                                                            | 2007-06-01NA     | Ej utgiven                             | Ej utgiven        | 1 juni 2007       |
| Swingerz Golf •Ace GolfPAL                                                                  | Telenet Japan                                     | Eidos Interactive                                                                  | 2002-10-23NA     | 6 december 2002                        | 28 november 2002  | 23 oktober 2002   |
| SX Superstar                                                                                | Climax Group                                      | AKA Acclaim                                                                        | 2003-06-30NA     | 4 juli 2003                            | Ej utgiven        | 30 juni 2003      |
| Tak and the Power of Juju                                                                   | Avalanche Software                                | THQ                                                                                | 2003-10-15NA     | 12 mars 2004                           | Ej utgiven        | 15 oktober 2003   |
| Tak: The Great Juju Challenge                                                               | Avalanche Software                                | THQ                                                                                | 2005-09-19NA,PAL | 19 september 2005                      | Ej utgiven        | 19 september 2005 |
| Tak 2: The Staff of Dreams                                                                  | Avalanche Software                                | THQ                                                                                | 2004-10-11NA     | 24 mars 2005                           | Ej utgiven        | 11 oktober 2004   |
| Tales of Symphonia                                                                          | Namco                                             | Namco                                                                              | 2003-08-29JP     | 19 november 2004                       | 29 augusti 2003   | 13 juli 2004      |
| Taxi 3PAL                                                                                   | Ubisoft                                           | Ubisoft                                                                            | 2003-08-28PAL    | 28 augusti 2003                        | Ej utgiven        | Ej utgiven        |
| Taz: Wanted                                                                                 | Blitz Games                                       | Infogrames                                                                         | 2002-10-04PAL    | 4 oktober 2002                         | Ej utgiven        | 10 oktober 2002   |
| Teen Titans                                                                                 | Artificial Mind and Movement                      | THQ Majesco Entertainment                                                          | 2006-05-24NA     | 10 november 2006                       | Ej utgiven        | 24 maj 2006       |
| Teenage Mutant Ninja Turtles                                                                | Konami                                            | Konami                                                                             | 2003-10-31NA     | 30 april 2004                          | Ej utgiven        | 31 oktober 2003   |
| Teenage Mutant Ninja Turtles 2: Battle Nexus                                                | Konami                                            | Konami                                                                             | 2004-10-19NA     | 13 maj 2005                            | Ej utgiven        | 19 oktober 2004   |
| Teenage Mutant Ninja Turtles 3: Mutant Nightmare                                            | Konami                                            | Konami                                                                             | 2005-11-01NA     | Ej utgiven                             | Ej utgiven        | 1 november 2005   |
| Tengai Makyō II: Manjimaru                                                                  | Hudson Soft                                       | Hudson Soft                                                                        | 2005-09-25JP     | Ej utgiven                             | 25 september 2005 | Ej utgiven        |
| Tensai Bit-Kun: Gramon Battle                                                               | Taito                                             | Taito                                                                              | 2003-10-03JP     | Ej utgiven                             | 3 oktober 2003    | Ej utgiven        |
| Terminator 3: The Redemption                                                                | Paradigm Entertainment                            | Atari                                                                              | 2004-09-06NA     | 24 september 2004                      | 20 januari 2005   | 6 september 2004  |
| Tetris Worlds                                                                               | Radical Entertainment                             | THQ                                                                                | 2002-06-23NA     | 27 september 2002                      | 20 december 2002  | 23 juni 2002      |
| Tiger Woods PGA Tour 2003                                                                   | EA Sports                                         | EA Sports                                                                          | 2002-10-27NA     | 6 december 2002                        | Ej utgiven        | 27 oktober 2002   |
| Tiger Woods PGA Tour 2004                                                                   | EA Sports                                         | EA Sports                                                                          | 2003-09-22NA     | 26 september 2003                      | Ej utgiven        | 22 september 2003 |
| Tiger Woods PGA Tour 2005                                                                   | EA Sports                                         | EA Sports                                                                          | 2004-09-20NA     | 24 september 2004                      | Ej utgiven        | 20 september 2004 |
| Tiger Woods PGA Tour 06                                                                     | EA Sports                                         | EA Sports                                                                          | 2005-09-20NA     | 7 oktober 2005                         | Ej utgiven        | 20 september 2005 |
| TimeSplitters 2                                                                             | Free Radical Design                               | Eidos Interactive                                                                  | 2002-10-16NA     | 1 november 2002                        | Ej utgiven        | 16 oktober 2002   |
| TimeSplitters: Future Perfect                                                               | Free Radical Design                               | EA Games                                                                           | 2005-03-21NA     | 25 mars 2005                           | Ej utgiven        | 21 mars 2005      |
| TMNT                                                                                        | Ubisoft Montreal                                  | Ubisoft                                                                            | 2007-03-20NA     | 22 mars 2007                           | Ej utgiven        | 20 mars 2007      |
| TMNT: Mutant Melee                                                                          | Konami                                            | Konami                                                                             | 2005-03-16NA     | Ej utgiven                             | Ej utgiven        | 16 mars 2005      |
| Tom and Jerry: War of the Whiskers                                                          | VIS Entertainment                                 | NewKidCo                                                                           | 2003-01-04NA     | Ej utgiven                             | Ej utgiven        | 4 januari 2003    |
| Tom Clancy's Ghost Recon                                                                    | Red Storm Entertainment                           | Ubi Soft                                                                           | 2003-02-09NA     | 28 mars 2003                           | Ej utgiven        | 9 februari 2003   |
| Tom Clancy's Ghost Recon 2                                                                  | Red Storm Entertainment                           | Ubisoft                                                                            | 2005-03-15NA     | 24 mars 2005                           | Ej utgiven        | 15 mars 2005      |
| Tom Clancy's Rainbow Six 3: Raven Shield                                                    | Ubisoft                                           | Ubisoft                                                                            | 2004-06-17NA     | 25 juni 2004                           | Ej utgiven        | 17 juni 2004      |
| Tom Clancy's Rainbow Six: Lockdown                                                          | Red Storm Entertainment, Ubisoft                  | Ubisoft                                                                            | 2005-09-27NA     | 7 oktober 2005                         | Ej utgiven        | 27 september 2005 |
| Tom Clancy's Splinter Cell                                                                  | Ubisoft                                           | Ubisoft                                                                            | 2003-04-10NA     | 6 juni 2003                            | Ej utgiven        | 10 april 2003     |
| Tom Clancy's Splinter Cell: Chaos Theory                                                    | Ubisoft                                           | Ubisoft                                                                            | 2005-03-31NA     | 1 april 2005                           | Ej utgiven        | 31 mars 2005      |
| Tom Clancy's Splinter Cell: Double Agent                                                    | Ubisoft                                           | Ubisoft                                                                            | 2006-10-26NA     | 27 oktober 2006                        | Ej utgiven        | 26 oktober 2006   |
| Tom Clancy's Splinter Cell: Pandora Tomorrow                                                | Ubisoft                                           | Ubisoft                                                                            | 2004-07-20NA     | 30 juli 2004                           | Ej utgiven        | 20 juli 2004      |
| Tomb Raider: Legend                                                                         | Crystal Dynamics                                  | Eidos Interactive                                                                  | 2006-11-14NA     | 1 december 2006                        | Ej utgiven        | 14 november 2006  |
| Tonka: Rescue Patrol                                                                        | Lucky Chicken Games                               | TDK Mediactive Atari                                                               | 2003-11-18NA     | Ej utgiven                             | Ej utgiven        | 18 november 2003  |
| Tony Hawk's American Wasteland                                                              | Neversoft                                         | Activision                                                                         | 2005-10-18NA     | 28 oktober 2005                        | Ej utgiven        | 18 oktober 2005   |
| Tony Hawk's Pro Skater 3                                                                    | Neversoft                                         | Activision                                                                         | 2001-11-18NA     | 3 maj 2002                             | 27 juni 2003      | 18 november 2001  |
| Tony Hawk's Pro Skater 4                                                                    | Neversoft                                         | Activision                                                                         | 2002-10-23NA     | 15 november 2002                       | Ej utgiven        | 23 oktober 2002   |
| Tony Hawk's Underground                                                                     | Neversoft                                         | Activision                                                                         | 2003-10-27NA     | 21 november 2003                       | Ej utgiven        | 27 oktober 2003   |
| Tony Hawk's Underground 2                                                                   | Neversoft                                         | Activision                                                                         | 2004-10-04NA     | 8 oktober 2004                         | Ej utgiven        | 4 oktober 2004    |
| Top Angler: Real Bass Fishing                                                               | SIMS Co., Ltd.                                    | Xicat Interactive                                                                  | 2003-01-01NA     | 13 februari 2004                       | Ej utgiven        | 1 januari 2003    |
| Top Gun: Combat Zones                                                                       | Digital Integration                               | Titus Software                                                                     | 2002-10-24NA     | 8 november 2002                        | 26 december 2002  | 24 oktober 2002   |
| The Tower of Druaga                                                                         | Namco                                             | Namco                                                                              | 2003-12-05JP     | Ej utgiven                             | 5 december 2003   | Ej utgiven        |
| TransWorld Surf: Next Wave                                                                  | Angel Studios                                     | Infogrames                                                                         | 2003-03-18NA     | Ej utgiven                             | Ej utgiven        | 18 mars 2003      |
| Trigger Man                                                                                 | Point of View, Inc.                               | Crave Entertainment                                                                | 2004-10-05NA     | Ej utgiven                             | Ej utgiven        | 5 oktober 2004    |
| True Crime: New York City                                                                   | Luxoflux                                          | Activision                                                                         | 2005-11-15NA     | 25 november 2005                       | Ej utgiven        | 15 november 2005  |
| True Crime: Streets of LA                                                                   | Luxoflux                                          | Activision                                                                         | 2003-11-03NA     | 21 november 2003                       | Ej utgiven        | 3 november 2003   |
| Tube Slider                                                                                 | Nd Cube                                           | Interchannel                                                                       | 2003-04-17NA     | Ej utgiven                             | Ej utgiven        | 17 april 2003     |
| Turok: Evolution                                                                            | Acclaim Studios Austin                            | Acclaim Entertainment                                                              | 2002-08-31NA     | 27 september 2002                      | Ej utgiven        | 31 augusti 2002   |
| Ty the Tasmanian Tiger                                                                      | Krome Studios                                     | EA Games                                                                           | 2002-09-10NA     | 22 november 2002                       | Ej utgiven        | 10 september 2002 |
| Ty the Tasmanian Tiger 2: Bush Rescue                                                       | Krome Studios                                     | EA Games                                                                           | 2004-10-12NA     | 5 november 2004                        | Ej utgiven        | 12 oktober 2004   |
| Ty the Tasmanian Tiger 3: Night of the Quinkan                                              | Krome Studios                                     | Activision                                                                         | 2005-10-12NA     | Ej utgiven                             | Ej utgiven        | 12 oktober 2005   |
| Uefa Champions League 2004/2005PAL                                                          | EA Sports                                         | EA Sports                                                                          | 2005-02-04PAL    | 4 februari 2005                        | Ej utgiven        | Ej utgiven        |
| Ultimate Fighting Championship: Throwdown                                                   | Crave Entertainment                               | CapcomJP, Crave EntertainmentNA, UbisoftPAL                                        | 2002-07-29NA     | 20 september 2002                      | 5 september 2002  | 29 juli 2002      |
| Ultimate Muscle: Legends vs. New Generation                                                 | Aki Corp.                                         | Bandai                                                                             | 2002-11-22JP     | Ej utgiven                             | 22 november 2002  | 5 juni 2003       |
| Ultimate Spider-Man                                                                         | Treyarch                                          | ActivisionNA,PAL, Taito CorporationJP                                              | 2005-09-21NA     | 14 oktober 2005                        | 29 juni 2006      | 21 september 2005 |
| Universal Studios Theme Parks Adventure                                                     | Kemco                                             | Kemco                                                                              | 2001-12-07JP     | 3 maj 2002                             | 7 december 2001   | 18 december 2001  |
| The Urbz: Sims in the City                                                                  | Maxis                                             | EA Games                                                                           | 2004-11-09NA     | 12 november 2004                       | 13 januari 2005   | 9 november 2004   |
| V-Rally 3JP,PAL                                                                             | Eden Studios                                      | Infogrames                                                                         | 2003-06-25PAL    | 25 juni 2003                           | 10 juli 2003      | Ej utgiven        |
| Vexx                                                                                        | Acclaim Studios Austin                            | Acclaim Entertainment                                                              | 2003-02-10NA     | 4 april 2003                           | Ej utgiven        | 10 februari 2003  |
| Viewtiful Joe                                                                               | Clover Studio                                     | Capcom                                                                             | 2003-06-26JP     | 24 oktober 2003                        | 26 juni 2003      | 7 oktober 2003    |
| Viewtiful Joe 2                                                                             | Clover Studio                                     | Capcom                                                                             | 2004-11-18NA     | 1 april 2005                           | 16 december 2004  | 18 november 2004  |
| Viewtiful Joe: Red Hot Rumble                                                               | Clover Studio                                     | Capcom                                                                             | 2005-09-29JP     | 10 mars 2006                           | 29 september 2005 | 8 november 2005   |
| Virtua Quest                                                                                | Sega-AM2                                          | Sega                                                                               | 2004-08-26JP     | Ej utgiven                             | 26 augusti 2004   | 19 januari 2005   |
| Virtua Striker 2002                                                                         | Amusement Vision                                  | Sega                                                                               | 2002-02-14JP     | 24 maj 2002                            | 14 februari 2002  | 20 maj 2002       |
| Wallace & Gromit in Project Zoo                                                             | Frontier Developments                             | BAM! Entertainment                                                                 | 2003-10-03PAL    | 3 oktober 2003                         | Ej utgiven        | 14 oktober 2003   |
| Wario World                                                                                 | Treasure                                          | Nintendo                                                                           | 2003-06-20PAL    | 20 juni 2003                           | 27 maj 2004       | 24 juni 2003      |
| WarioWare, Inc.: Mega Party Game$                                                           | Intelligent Systems                               | Nintendo                                                                           | 2003-10-17JP     | 3 september 2004                       | 17 oktober 2003   | 6 april 2004      |
| Warrior Blade: Rastan vs. Barbarian                                                         | Saffire Corporation                               | Titus Japan K.K. Taito Corporation                                                 | 2003-03-27JP     | Ej utgiven                             | 27 mars 2003      | Ej utgiven        |
| Wave Race: Blue Storm                                                                       | Nintendo Software Technology                      | Nintendo                                                                           | 2001-09-14JP     | 3 maj 2002                             | 14 september 2001 | 18 november 2001  |
| Whirl Tour                                                                                  | Papaya Studio                                     | Crave Entertainment                                                                | 2002-11-12NA     | 31 mars 2003                           | Ej utgiven        | 12 november 2002  |
| Winnie the Pooh's Rumbly Tumbly Adventure                                                   | Phoenix Studio                                    | Ubisoft                                                                            | 2005-02-08NA     | 8 mars 2005                            | Ej utgiven        | 8 februari 2005   |
| World Series of Poker                                                                       | Left Field Productions                            | Activision                                                                         | 2005-09-14NA     | Ej utgiven                             | Ej utgiven        | 14 september 2005 |
| World Soccer Winning Eleven 6 Final Evolution                                               | Konami                                            | Konami                                                                             | 2003-01-30JP     | Ej utgiven                             | 30 januari 2003   | Ej utgiven        |
| Worms 3D                                                                                    | Team17                                            | Sega (EU) Acclaim Entertainment (NA)                                               | 2003-10-31PAL    | 31 oktober 2003                        | Ej utgiven        | 11 mars 2004      |
| Worms Blast                                                                                 | Team17                                            | Ubi Soft                                                                           | 2002-09-13PAL    | 13 september 2002                      | Ej utgiven        | 24 oktober 2002   |
| Wreckless: The Yakuza Missions                                                              | Bunkasha Games                                    | Activision                                                                         | 2002-11-13NA     | 22 november 2002                       | Ej utgiven        | 13 november 2002  |
| WTA Tour Tennis •Pro Tennis WTA TourPAL                                                     | Konami                                            | Konami                                                                             | 2002-08-29JP     | 13 september 2002                      | 29 augusti 2002   | 24 september 2002 |
| WWE Crush Hour                                                                              | Pacific Data Power & Light                        | THQ                                                                                | 2003-03-17NA     | 15 maj 2003                            | Ej utgiven        | 17 mars 2003      |
| WWE Day of Reckoning                                                                        | Yuke's                                            | THQ, Yuke's                                                                        | 2004-08-30NA     | 17 september 2004                      | 13 januari 2005   | 30 augusti 2004   |
| WWE Day of Reckoning 2                                                                      | Yuke's                                            | THQ                                                                                | 2005-08-29NA     | 23 september 2005                      | Ej utgiven        | 29 augusti 2005   |
| WWE WrestleMania X8                                                                         | Yuke's                                            | THQ, Yuke's                                                                        | 2002-06-09NA     | 27 september 2002                      | 6 september 2002  | 9 juni 2002       |
| WWE WrestleMania XIX                                                                        | Yuke's                                            | THQ, Yuke's                                                                        | 2003-09-08NA     | 19 september 2003                      | 7 november 2003   | 8 september 2003  |
| X-Men Legends                                                                               | Raven Software                                    | Activision                                                                         | 2004-09-21NA     | 22 oktober 2004                        | Ej utgiven        | 21 september 2004 |
| X-Men Legends II: Rise of Apocalypse                                                        | Raven Software                                    | Activision                                                                         | 2005-09-20NA     | 14 oktober 2005                        | Ej utgiven        | 20 september 2005 |
| X-Men: Next Dimension                                                                       | Exakt Entertainment                               | Activision                                                                         | 2002-10-15NA     | 29 november 2002                       | Ej utgiven        | 15 oktober 2002   |
| X-Men: The Official Game                                                                    | Hypnos Entertainment                              | Activision                                                                         | 2006-05-16NA     | 19 maj 2006                            | Ej utgiven        | 16 maj 2006       |
| X2: Wolverine's Revenge •X-Men 2: Wolverine's RevengePAL                                    | GenePool Software                                 | Activision                                                                         | 2003-04-14NA     | 17 april 2003                          | Ej utgiven        | 14 april 2003     |
| XGRA: Extreme-G Racing Association                                                          | Acclaim Studios Cheltenham                        | Acclaim Entertainment                                                              | 2003-11-24NA     | 5 mars 2004                            | Ej utgiven        | 24 november 2003  |
| XIII                                                                                        | Ubisoft Paris                                     | Ubisoft                                                                            | 2003-11-24NA     | 28 november 2003                       | Ej utgiven        | 24 november 2003  |
| Yu-Gi-Oh! The Falsebound Kingdom                                                            | Konami                                            | Konami                                                                             | 2002-12-05JP     | 19 november 2004                       | 5 december 2002   | 4 november 2003   |
| Zapper: One Wicked Cricket                                                                  | Blitz Games                                       | Infogrames                                                                         | 2002-11-03NA     | 14 mars 2003                           | Ej utgiven        | 3 november 2002   |
| Zatch Bell! Mamodo Battles                                                                  | Eighting                                          | Bandai                                                                             | 2005-03-24JP     | Ej utgiven                             | 24 mars 2005      | 19 oktober 2005   |
| Zatch Bell! Mamodo Fury                                                                     | Mechanic Arms                                     | BandaiJP, Namco Bandai GamesNA                                                     | 2006-12-12NA     | Ej utgiven                             | Ej utgiven        | 12 december 2006  |
| Zoids Vs.                                                                                   | Tomy                                              | Tomy                                                                               | 2002-09-06JP     | Ej utgiven                             | 6 september 2002  | Ej utgiven        |
| Zoids Vs. III                                                                               | Tomy                                              | Tomy                                                                               | 2004-09-30JP     | Ej utgiven                             | 30 september 2004 | Ej utgiven        |
| Zoids: Battle Legends                                                                       | Tomy                                              | TomyJP, AtariNA                                                                    | 2003-09-05JP     | Ej utgiven                             | 5 september 2003  | 4 september 2004  |
| Zoids: Full Metal Crash                                                                     | Tomy                                              | Tomy                                                                               | 2005-10-27JP     | Ej utgiven                             | 27 oktober 2005   | Ej utgiven        |
| ZooCube                                                                                     | PuzzleKings                                       | Acclaim Entertainment                                                              | 2002-05-05NA     | 30 augusti 2002                        | 25 oktober 2002   | 5 maj 2002        |